# Église Sainte-Pétronille de Pregny-Chambésy
Pour les articles homonymes, voir Pétronille.
L’église Sainte-Pétronille est une église de culte catholique romain, dédiée à sainte Pétronille, située dans la commune de Pregny-Chambésy, dans le canton de Genève, en Suisse.

## Localisation
L'église est située dans la campagne genevoise, entre le domaine du château de Tournay, la Campagne de Tournay et le domaine du château de Pregny.
Elle se trouve plus précisément au lieu-dit Château de Tournay (anciennement Monthoux), dans la localité de Pregny, dans le sous-secteur de Pregny - village, de la commune genevoise de Pregny-Chambésy, en Suisse.
L'édifice est implanté entre l'ancienne salle de classe (actuellement transformée en jardin d'enfants), le bâtiment de la cure, l'ancien hangar des pompiers, une ferme ancienne et le bâtiment de la mairie ainsi que celui de l'arrondissement administratif de l'état civil de la commune. En face de l’église, une voie historique, le chemin des chèvres, descend vers le lac Léman. Autrefois, la vue depuis l'église s'étendait sur le lac et le Mont Blanc ; cependant, cette vue est aujourd'hui obstruée par des arbres centenaires.

### Pèlerinage
L'église est une étape du pèlerinage de Saint-Jacques-de-Compostelle. Elle se situe sur la Via Jacobi, qui relie Rorschach (SG) à Genève (GE). À cet endroit, les pèlerins peuvent trouver une statue de Jacques de Zébédée, un carnet de passage ainsi qu'un tampon de crédencial pour leur périple vers Saint-Jacques-de-Compostelle.
L'église se trouve également sur l'itinéraire « Sur les pas des huguenots », qui va de Poët-Laval (France) à Bad Karlshafen (Allemagne). Plus précisément, elle se situe sur le parcours suisse de l'étape reliant Genève Plainpalais à Versoix.

## Histoire
Le premier lieu de culte catholique romain de Pregny aurait été une chapelle construite au XVe siècle, située au centre du hameau de Pregny (46° 14′ 03″ N, 6° 08′ 24″ E
). À cette époque, Pregny faisait partie du pays de Gex, une seigneurie dépendant des comtes de Genève. En 1353, le comte de Savoie Amédée VI intègre ce territoire à ses États savoyards.
En 1481, Claude Rup, évêque de Claudiopolis, entreprend une visite de l’évêché de Genève pour recenser les bénéfices du diocèse. Le « pouillé » de l'époque note pour Pregny : « une population de 12 feux, le revenu annuel de la paroisse est de 25 florins, le saint patron de la chapelle est sainte Pétronille et le patron de la paroisse est le Commandant du Genevois et la chapelle est dirigée par le décanat d’Aubonne ».

### La Réforme
En 1536, la chapelle de Pregny devient protestante à la suite de la conquête du Pays de Gex par les Bernois et les Genevois et l'imposition de la réforme dans la région. Cependant, en 1567, les Bernois, souhaitant concentrer leurs efforts sur le Pays de Vaud, rendent Pregny et les autres territoires autour de Genève à la Savoie. Toutefois, le duc Charles III de Savoie, connu pour sa ferveur catholique et son hostilité envers le protestantisme, se trouve confronté à une demande des pasteurs de ces territoires. Ces derniers lui demandent de permettre la pratique du culte protestant dans les villages sous sa domination. Le duc accède finalement à cette demande le 15 septembre 1567.

### L'Édit de Nantes
En 1590, le territoire passe sous occupation genevoise. Dans sa capitulation, le duc Charles III de Savoie impose un article garantissant aux habitants du bailliage le libre exercice de leur religion, comme ils en jouissaient auparavant.
Le 13 avril 1598, en France, l'Édit de Nantes promulgué par Henri IV confirme et étend les droits et sûretés accordés aux huguenots par les édits et traités précédents. Parallèlement, de profondes modifications politiques se préparent entre les cours de France et de Savoie. Genève, craignant d'être dépossédée du territoire du Pays de Gex qu’elle avait conquis et administré, entame auprès d'Henri IV d'intenses négociations pour en conserver la possession. Cependant, Henri IV finit par s'entendre avec le duc Charles-Emmanuel de Savoie et signe, le 17 janvier 1601 à Lyon, un traité par lequel toute la contrée située sur la rive droite du Rhône — soit la Bresse, le Bugey, le Valromey et le Pays de Gex — revient au royaume de France. Cette clause vise à écarter toute réclamation ultérieure des Genevois. Toutefois, la question religieuse suscite de graves difficultés.

### Rattachement au royaume de France
Comme Pregny est désormais rattaché au royaume de France depuis le 6 mars 1601, les habitants envoient une députation au roi pour solliciter le maintien du culte protestant dans leurs temples. En réponse, Henri IV s'engage à garantir aux protestants le libre exercice de leur culte, tout en imposant la « liberté de conscience ». Profitant de cette situation, de nombreux prêtres catholiques reviennent s’installer sur le territoire du pays de Gex. François de Sales, évêque de Genève, entreprend alors de récupérer pour l’Église catholique les biens et temples qui lui appartenaient avant la Réforme et réclame ainsi la restitution de tous les lieux de culte du bailliage. Après la mort d'Henri IV, la réaction catholique s'intensifie à la cour de France, et la seigneurie de Genève n’a plus la possibilité de faire valoir ses réclamations protestantes auprès de l’autorité supérieure.
En 1611, deux commissaires, l’un catholique et l’autre réformé, sont désignés pour mettre en application l’Édit de Nantes dans le pays de Gex. Ils règlent équitablement les différends existants. Une ordonnance est rédigée le 12 décembre 1611, stipulant que « la dépossession des temples, cimetières et pensions ne serait exécutoire que lorsque le roi aurait pourvu les réformés de fonds équivalents aux biens qui leur seraient enlevés ».
Cependant, sous l'influence de François de Sales auprès de la reine régente et du Conseil, un arrêt royal prescrit l’exécution directe de l’édit. En conséquence, tous les bénéfices ecclésiastiques ainsi que les temples doivent être restitués au clergé catholique. Deux nouveaux commissaires, Bénigne Milletot, conseiller au parlement de Dijon, et Pierre de Brosses, seigneur de Tournay, sont chargés de superviser cette exécution. Le 16 juillet 1612 et les jours suivants, Milletot et de Brosses entreprennent une tournée des paroisses du bailliage, procédant à la remise solennelle des églises et des bénéfices entre les mains de François de Sales et de son clergé. Face à ces pertes, les protestants construisent de nouveaux temples pour remplacer les églises restituées, parvenant à en édifier dans une vingtaine de villages.

Le 15 avril 1661, le roi Louis XIV interdit l’exercice du culte réformé dans tout le bailliage du pays de Gex, à l’exception des villages de Ferney et de Sergy. Des agents du roi pénètrent alors dans presque tous les temples, brisent les bancs, murent les portes et enlèvent les cloches. Par un arrêt du 23 août 1662, Louis XIV ordonne la démolition des temples protestants du pays de Gex. Jean d'Arenthon d'Alex, successeur de François de Sales, y supervise les destructions. Le temple de Pregny, parmi dix-neuf autres, est ainsi détruit. Le 18 décembre 1684, un arrêt du Conseil royal interdit définitivement l’exercice du culte réformé dans toute l’étendue du bailliage de Gex.

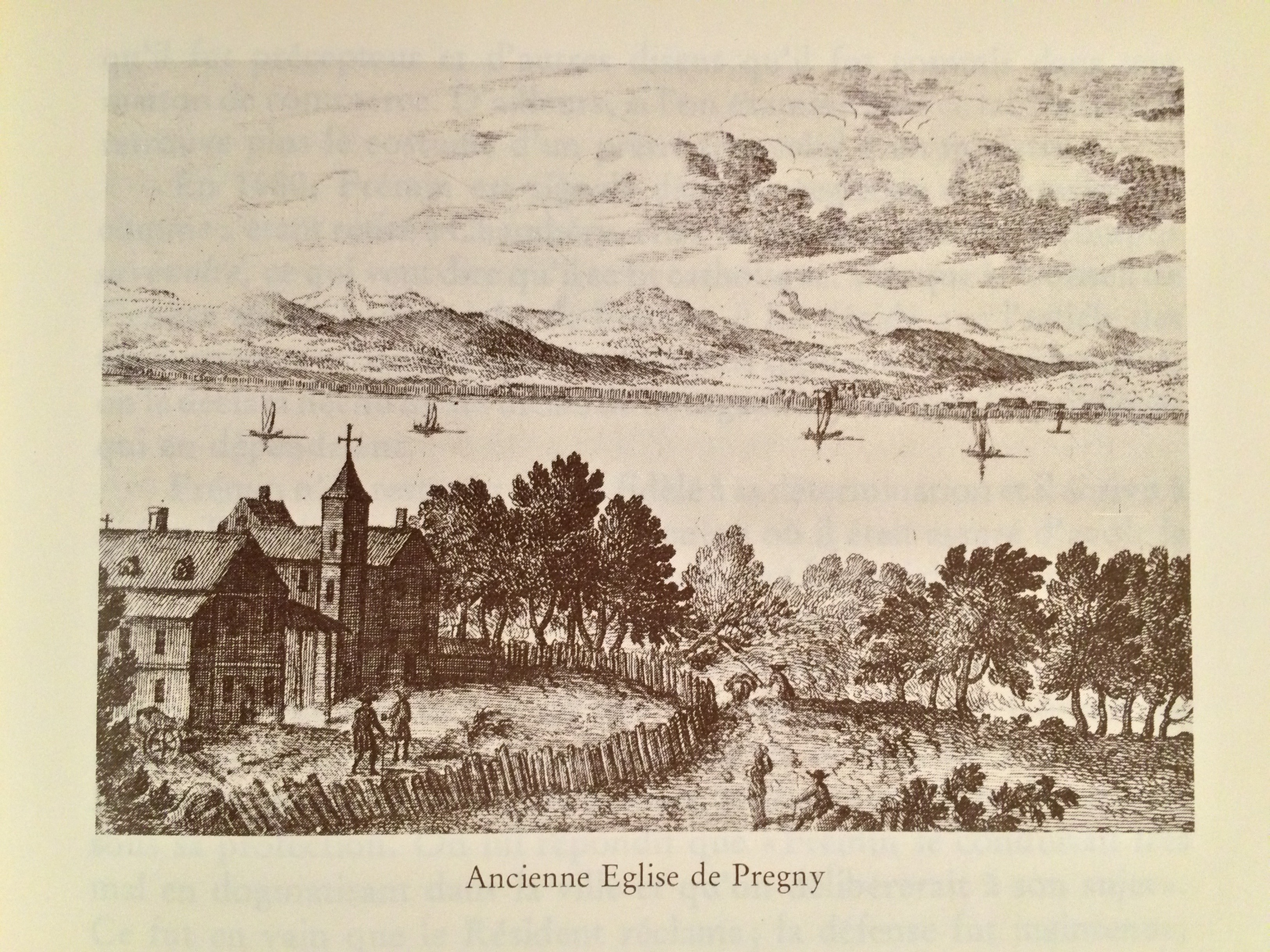
Gravure datant du XVIIe siècle représentant l'ancienne église de Pregny.

En 1682, en l'absence totale de catholiques à Pregny, Jean d'Arenthon d'Alex, décide d'y fonder une cure. Deux ans plus tard, il décide de reconstruire la chapelle de Pregny sur le même emplacement que l'ancienne et la consacre le 1er avril 1685. Le 22 avril 1687, il place à Pregny le curé Louis Frémin de Meyrin, peu apprécié des protestants du bailliage, avec pour mission de convertir les familles pregnotes au catholicisme. Afin d’accélérer la reconversion, le curé Frémin fait prêcher une mission par les pères capucins durant le mois de janvier 1688 ; les jésuites d’Ornex viennent également lui prêter main-forte.

### L'Édit de Fontainebleau
À la suite de la révocation de l'Édit de Nantes et de la promulgation de l'Édit de Fontainebleau le 18 octobre 1685, de nombreux protestants vivant à Pregny quittent le territoire pour s’installer à Genève et dans le Pays de Vaud. C’est également dans ce contexte que s’opère la restauration et la construction de plusieurs couvents locaux. Une rumeur de village, qui n'a aucune preuve historique, persiste à dire qu’il existait un de ces couvents à Chambésy-Dessous.

### Révolution française
Lors de la Révolution de 1789, les habitants du pays de Gex se rallient au nouveau régime de monarchie constitutionnelle le 3 septembre 1791. Entre-temps, l'Assemblée nationale constituante décrète, le 12 novembre 1789, la création des municipalités et, le 29 décembre 1789, la convocation des assemblées des citoyens actifs pour leur composition. Le 14 février 1790, à la suite de la demande du curé Romain Vulliet, vingt citoyens actifs se réunissent dans l’église de Pregny et proclament ensemble la constitution de la municipalité de Pregny.
L'Assemblée nationale constituante décrète également que les droits de l'État priment sur ceux de l'Église. Elle réduit le nombre de diocèses, abolit les chapitres, les abbayes, les prieurés ainsi que tous les bénéfices. Désormais, les évêques sont élus par les électeurs du département et les curés par ceux de la commune, l'élection devant se tenir à l'issue de la messe dominicale. L'Assemblée impose également à tous les curés de prêter serment de fidélité à la Constitution civile, sous peine d'être considérés comme démissionnaires et de perdre leurs revenus. À Pregny, le curé Romain Vulliet prête serment le 30 janvier 1791. Toutefois, l'année suivante, la commune de Pregny adresse une requête à Monsieur Roch, vicaire cathédrale, dénonçant les « sentiments contraires à l'esprit des décrets de l'Assemblée nationale » manifestés par leur curé. Le 14 mai 1792, le vicaire cathédrale du département de l'Ain, accompagné du maire de Pregny, Antoine Grenier, se rend à la cure pour interroger Romain Vulliet. Ce dernier refuse de se présenter et quitte le village. Il est démis de ses fonctions le 1er décembre 1792 et remplacé, par élection, par Claude-François Colombe, prêtre à Saint-Claude.

#### Déchristianisation et«Temple de la Raison»
Le 21 septembre 1792, la Première République française est proclamée, marquant un nouveau changement de régime. Ce gouvernement mène une politique de déchristianisation, caractérisée par une série d’actions dirigées contre la religion catholique, initiées par les révolutionnaires les plus radicaux. Cette politique s’accompagne d’une tentative d’instaurer un culte civique, celui de la Raison, et aboutit, en réaction, à l’instauration du culte de l’Être suprême par la Convention le 7 mai 1794. Dans ce contexte, plusieurs églises du pays sont transformées en « Temples de la Raison ». L’Assemblée nationale ayant déclaré que « les maires et agents municipaux qui n’agiraient pas conformément aux ordonnances seraient considérés comme rebelles à la loi et dignes d’être mis en arrestation », le Conseil général de la Commune décide, le 3 janvier 1794, de convertir l’église de Pregny en « Temple de la Raison ». Le 30 janvier suivant, un discours patriotique, évoquant le culte de l’Être suprême, est prononcé dans le temple, accompagné d’une fête civique sur la place d’armes de la Commune.

Le mois suivant, les clochers sont démolis. Pour justifier cette mesure, les autorités invoquent la nécessité de récupérer du bois sec pour les cuisines et du fer pour les communes. Les cloches sont descendues, brisées et envoyées aux fonderies pour fabriquer des canons, tandis que les cordes sont livrées aux corderies. À Pregny, cet événement se déroule le 4 février 1794 :

« Le représentant du peuple a envoyé un arrêté portant que toutes les cloches encore existantes dans le département de l'Ain seront incontinent descendues, brisées et envoyées par chaque municipalité, avec les cadres à leur usage, au chef-lieu du district. Les clochers seront démolis, les bois, cuivre, fer, plomb et autres matériaux jugés propres aux ouvrages publics déposés dans les lieux sûrs indiqués par les administrateurs du district. On fait ensuite descendre le cloche de cette Commune pour être envoyée, dans le plus bref délai, au chef-lieu de ce district. On a fait travailler à la démolition du clocher. »

— Guillaume Fatio, Pregny-Chambésy, commune genevoise et coteau des altesses (1947)
Le curé Claude-François Colombe, chargé de desservir l'église de Pregny, refusa de prêter le serment exigé par les lois de la Révolution française, notamment le serment de fidélité à la Constitution civile du clergé. En conséquence, il se retira, et, à partir de ce moment-là, aucun acte religieux ne fut célébré à Pregny.

#### Empire et rétablissement du culte
Le coup d'État du 18 Brumaire, le 9 novembre 1799, marque la fin de la Première République et l’instauration du régime du Consulat sous Napoléon Bonaparte. En 1801, afin de pacifier le climat religieux tendu, Napoléon choisit de se réconcilier avec le pape et de signer le Concordat. Cette mesure permet de rouvrir les églises et de restaurer le culte catholique.
Le 4 avril 1803, l'église de Pregny est ainsi rétablie en tant que lieu de culte catholique romain, et elle est érigée en succursale par l'évêque de Chambéry et de Genève, René des Monstiers de Mérinville.
Le 18 mai 1804, Napoléon Bonaparte proclame le Premier Empire français et se fait sacrer empereur le 2 décembre. Ce fut également le début de ses campagnes militaires d’occupation à travers l’Europe.

### Rattachement à la Suisse
Après sa défaite à la bataille de Waterloo, Napoléon Ier voit son Empire occupé. Dès 1814, Pregny est sous occupation autrichienne, les troupes autrichiennes s’établissant dans le château de Tournay. En parallèle, Genève redevient indépendante suite au Congrès de Vienne et voit son territoire agrandi. Des négociations sont menées entre Genève et la Confédération Suisse pour un rattachement à cette dernière. Par la signature du second traité de Paris, le 20 novembre 1815, Pregny et cinq autres communes gessiennes sont cédées à la Confédération Suisse. Le 4 juillet 1816, les autorités françaises remettent officiellement ces communes à la Suisse.
En 1820, le Conseil municipal de Pregny décide de reconstruire un clocher à l’église afin de prévenir les risques d’incendie. En 1825, Jean Jaquet, un artiste et personnalité respectée de la commune, finance la cloche et le clocher, payant 700 francs suisses. Le 16 octobre 1836, le maire Adolphe d'Arbigny informe le Conseil municipal que la restauration de l'église devient urgente. En effet, la face nord de l'église est en mauvais état, construite en mollasse et en cailloux, avec des espaces remplis de mauvais mortier qui ne résistent pas au piquage nécessaire pour le recrépissage. Des réparations urgentes, notamment à la toiture, au clocher et à la cloche, sont aussi nécessaires. Finalement, l'église est entièrement rebâtie entre 1854 et 1855.

### Nouvelle église
Le 29 décembre 1861, le Conseil municipal de Pregny décide, par six voix contre trois, de déplacer l'emplacement de l'église et d'installer une nouvelle église à Monthoux (46° 14′ 14″ N, 6° 08′ 27″ E
). Le 14 juin 1862, le maire Samuel Panchaud présente au Conseil municipal le plan de la nouvelle église, conçu par l'architecte Jean-Marie Gignoux. Le devis initial des travaux est estimé à environ 40 000 francs suisses. La vieille église, quant à elle, est vendue à l'entrepreneur pour 500 francs. Elle sera détruite pour permettre l'agrandissement du cimetière. Cependant, la cloche Jean de l'ancienne église est récupérée et installée dans le clocher de la nouvelle église.
Les travaux de construction de la nouvelle église sont achevés en 1863. L'église est consacrée par l’évêque de Lausanne et Genève, Étienne Marilley, en 1865. Au total, la construction aura coûté 48 952 francs suisses.

#### Kulturkampf
Le Kulturkampf, qui naît à la fin du XIXe siècle en Allemagne, est un mouvement de réforme visant à séparer l'Église de l'État. Ce conflit oppose les autorités civiles, désireuses de réduire l'influence de l'Église, aux autorités religieuses, qui s'opposent fermement à perdre leur pouvoir et leurs privilèges.
En janvier 1873, Gaspard Mermillod, prêtre carougeois ayant joué un rôle clé lors du premier concile œcuménique du Vatican, est nommé vicaire apostolique de Genève par le pape. Cette nomination marque un tournant, car elle laisse envisager la création d’un évêché à Genève, en violation d’engagements antérieurs de la papauté. Antoine Carteret, président du Conseil d'État de Genève depuis 1870, convainc le Conseil fédéral de la nécessité de s'opposer « à l’ingérence d’un pouvoir étranger dans une affaire qui regardait la Suisse ». Le 17 février 1873, Gaspard Mermillod est expulsé du territoire suisse.
Dès lors, Carteret s'inspire du conflit du Kulturkampf en Allemagne pour l'appliquer dans le canton de Genève. Le Conseil d'État genevois fait adopter une loi par le Grand Conseil organisant le culte catholique et impliquant les laïcs dans le choix des curés. Une autre loi interdit la création d’un siège épiscopal à Genève. Parallèlement, une Église catholique d’État est constituée, la « vieille Église catholique » (aussi appelée « Église catholique nationale »). Le 24 mars 1873, la loi sur l’organisation du culte catholique par l'État est acceptée par votation populaire. Inspirée du modèle de l’Église protestante, cette loi oblige les curés catholiques romains, salariés par l’État, à prêter serment d’allégeance aux lois de la République, et déclare les églises propriétés communales, avec la création de conseils de paroisse,.

La résistance des catholiques fidèles à Rome s'organise. Le 28 août 1874, tous les prêtres du canton refusent de prêter serment au Conseil d'État genevois. En moins de trois ans, trente-deux paroisses sont saisies de force, dix-huit maires et quatorze adjoints sont révoqués, et l'État suspend les traitements des curés. Les églises des curés ayant refusé de prêter serment sont confiées à l’Église catholique nationale.

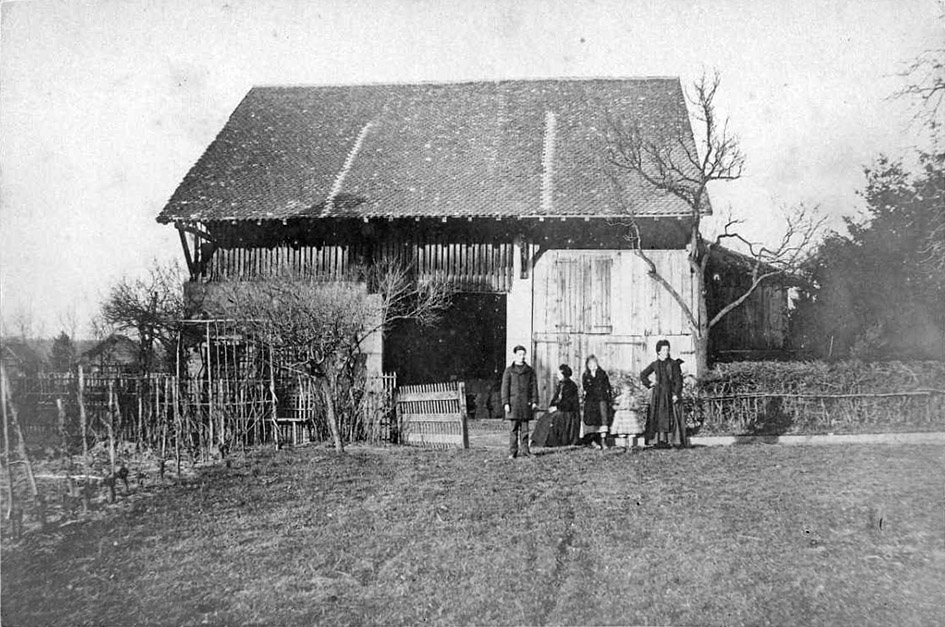
La grange du maire Michel Deville mise à disposition des catholiques romains de Pregny-Chambésy pour y célébrer leurs offices.
(Photographiée vers 1880)

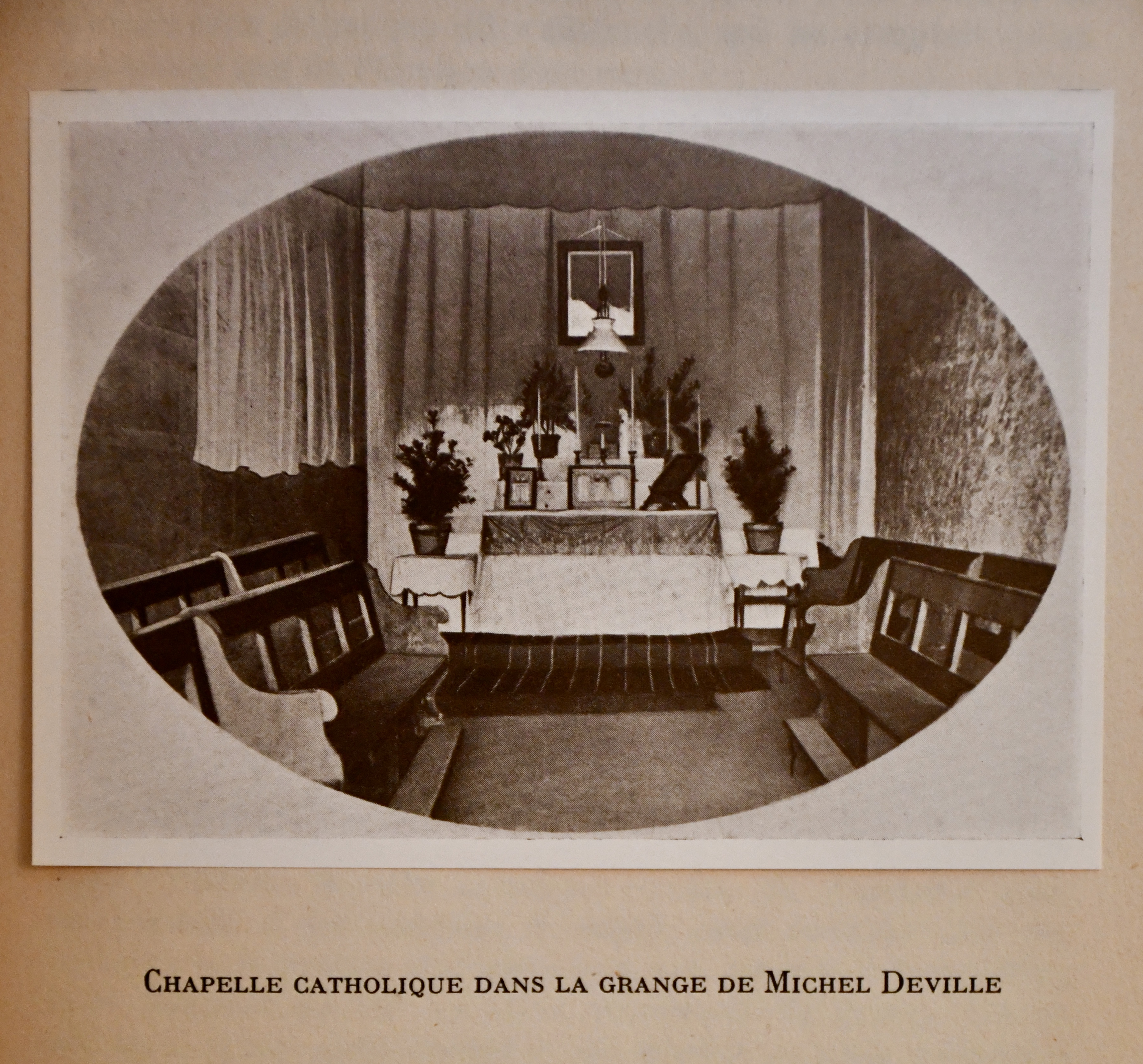
La grange Deville aménagée en chapelle catholique.

Malgré la loi, le Conseil municipal de la commune de Pregny, propriétaire du bâtiment, décide que l'église restera affectée au culte catholique romain. Le 17 août 1875, Jean Bertrand, membre du Conseil de paroisse, se rend à la mairie pour réclamer les clefs de l’église, mais sa demande reçoit un refus formel. Le 18 août, à sept heures du matin, M. Comte, secrétaire du Département de l’Intérieur, M. Duvillard, commissaire de police, et M. Bertrand se présentent auprès du maire de l’époque, Jean-Marie Panissod, pour obtenir les clefs de l’église au nom du Conseil d'État genevois. Face à un nouveau refus, les délégués se rendent à l’église accompagnés de serruriers et d'agents de police pour changer les serrures de l'édifice.
Le 24 août 1875, M. Panissod est révoqué de ses fonctions de maire par le Conseil d’État genevois, et le bâtiment de l’église est attribué au culte catholique national. En réponse, le Conseil municipal dépose un recours au Tribunal fédéral pour violation de la propriété privée. En 1876, le Tribunal fédéral rejette le recours et se prononce en faveur du Conseil d’État genevois.
Refusant d'utiliser l'édifice par fidélité à leur commune, les habitants de Pregny célèbrent l’office catholique romain dans la grange de Michel Deville, devenu maire entre-temps. Plus tard, les offices se déplacent dans la grange de M. Panissod, puis dans un petit bâtiment à côté de l'église. Quant au curé catholique national, il maintient le culte dans l'église, mais pour un seul auditeur. Trouvant la situation ridicule, il omet de s'y rendre un dimanche, et le conseil supérieur de la paroisse le suspend de ses fonctions, fermant définitivement l’église.
Le 4 février 1881, une pétition des habitants fut remise au Conseil municipal pour demander la location du bâtiment de l'église, fermée depuis cinq ans, afin d’y célébrer le culte catholique romain.
Le 22 mai 1885, la famille Pictet fit un don de 500 francs à la commune de Pregny. En conséquence, les autorités décidèrent d’utiliser cette somme pour installer une horloge au clocher de l'église, une fois que la commune aurait repris possession du bâtiment.
Le 2 octobre 1896, l'état de l'église étant déplorable, une rénovation s'avérait nécessaire. Le Conseil municipal demanda au Conseil d'État de permettre aux catholiques romains de la commune d'utiliser l'église, toujours propriété communale, pour célébrer leur culte. Le 10 août 1897, Gustave Ador, devenu président du Conseil d'État genevois, répondit favorablement à cette demande après l’adoption, le 29 mai 1897, d'une loi annulant les lois discriminatoires à l'égard de l'Église catholique romaine.
Durant l'été et l'automne 1897, la commune de Pregny entreprit une rénovation complète de l'église, qui rouvrit ses portes au culte catholique romain le 17 octobre 1897.

### De nos jours

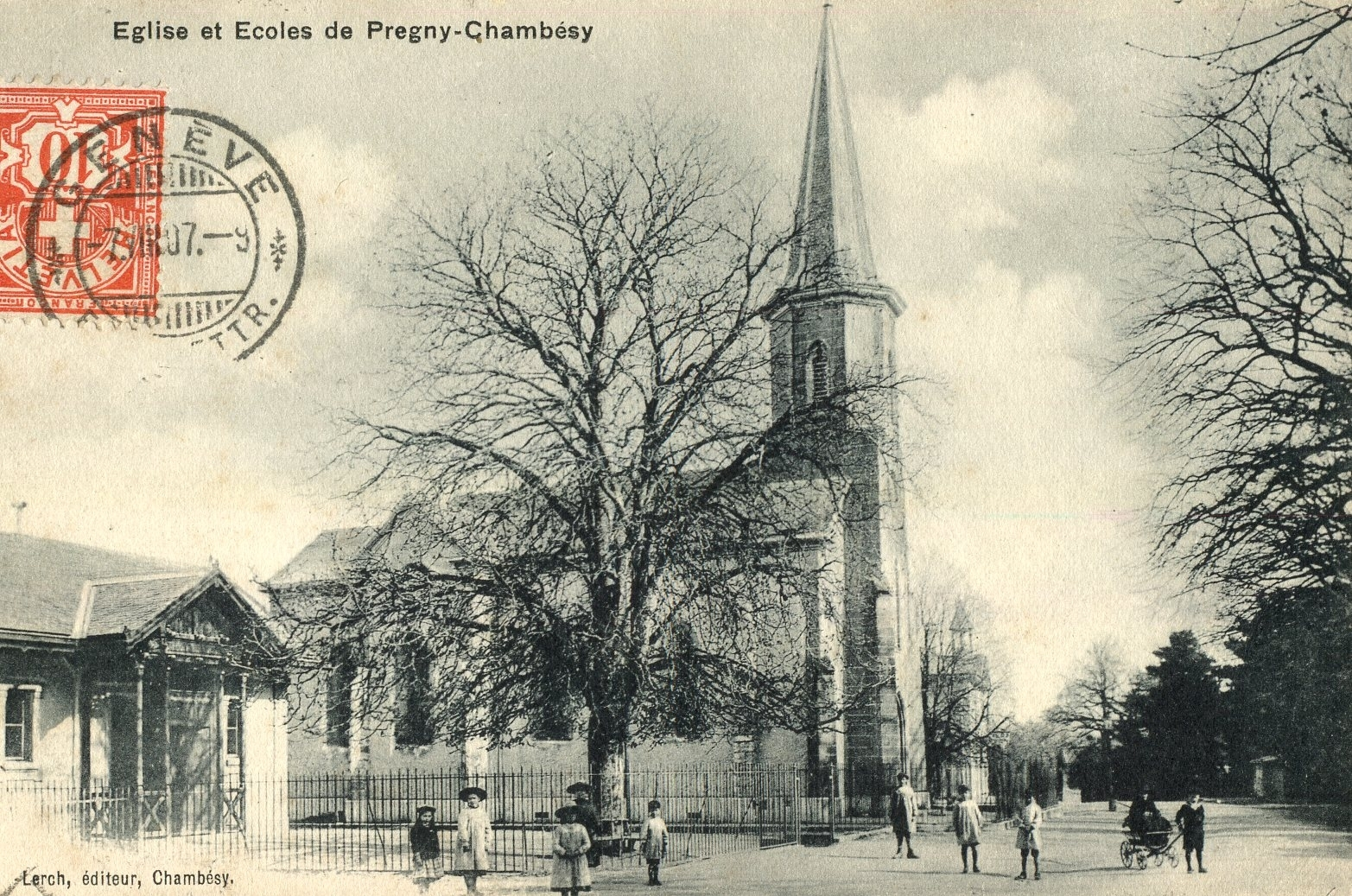
Carte postale de l'église et de l'école en 1882.

Le 26 mars 1923, en application de l'article 3 de la loi du 15 juin 1907, la commune de Pregny cède, à titre gratuit, le bâtiment de l'église à la Société catholique romaine de Pregny-Chambésy (paroisse de Pregny).
En 1937, la paroisse de Pregny est érigée en Rectorat, ce qui permet aux habitants de bénéficier de messes en semaine. De plus, la messe principale est désormais déplacée au samedi. La paroisse acquiert une maison d’habitation datant de 1892 afin de la transformer en cure catholique avec un logement pour le recteur.
En 1945, l'intérieur et l'extérieur de l'église sont restaurés. La nef est décorée d'un chemin de croix peint par Jérèm Falquet. Dans le chœur, une fresque représentant le couronnement de la Vierge est installée, avec en haut les trois personnes de la sainte Trinité. En bas à gauche, saint Pierre (saint patron de Genève) et sainte Pétronille (première femme de sang royal à être baptisée et sainte patronne de Pregny-Chambésy), et en bas à droite, sainte Clotilde (reine des Francs et originaire de Genève), ainsi que saint François de Sales (évêque de Genève de 1602 à 1622).
En 1961, une deuxième cloche, offerte par Germaine Veilly, est installée dans le clocher.
En 1963, pour célébrer le centenaire de l'église, une fête est organisée dans la salle communale, et de nouveaux vitraux sont posés.
En 1970, la communauté catholique rencontre des difficultés lorsque le diocèse envisage de supprimer la paroisse de Pregny et de la rattacher à Collex ou au Grand-Saconnex. Après de multiples démarches, la paroisse parvient à obtenir son maintien.
En 1987, l'église subit une troisième restauration. Les travaux extérieurs concernent principalement le toit, qui doit être entièrement refait, engendrant un déficit dans le budget paroissial et retardant la restauration intérieure. Toutefois, grâce à une subvention du Conseil municipal et un don de la famille Rothschild, la restauration intérieure est réalisée. À la suite des décisions du deuxième concile œcuménique du Vatican, plusieurs modifications sont apportées : la fresque et le chemin de croix sont enlevés, les statues remplacées, et la chaire, la clôture d'autel sont supprimés. Les gypses des murs sont enlevés, redonnant au bâtiment sa couleur d'origine.
Le 16 octobre 1987, l'église est inscrite à l'inventaire des objets protégés par le Département des Travaux Publics du canton de Genève,.
En 1990 et 1998, l'église subit des rénovations intérieures ainsi qu'une rénovation extérieure en 2002. À cette occasion, le maître-autel est supprimé.
Le 16 mars 2015, l'église est victime de vandalisme, avec la dégradation d'un bas-relief sculpté, d'une statue de la Vierge Marie et d'un Sacré-Cœur de Jésus,,.
En mai 2022, une statue de Jacques de Zébédée, accompagnée d'un carnet de passage et d'un tampon de crédencial, est installée sous la tribune pour les pèlerins se rendant à Saint-Jacques-de-Compostelle. Elle a été inaugurée le 10 juin de la même année.

## Architecture, Mobilier et Décor

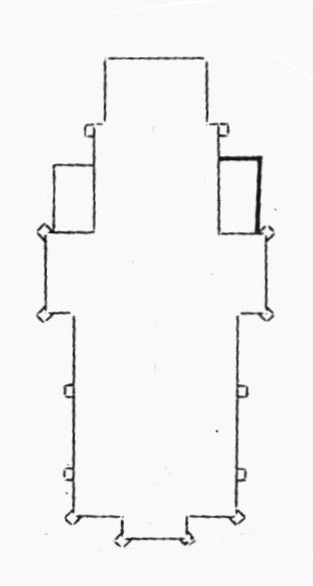
Plan de l'église selon le cadastre genevois.

### Architecture

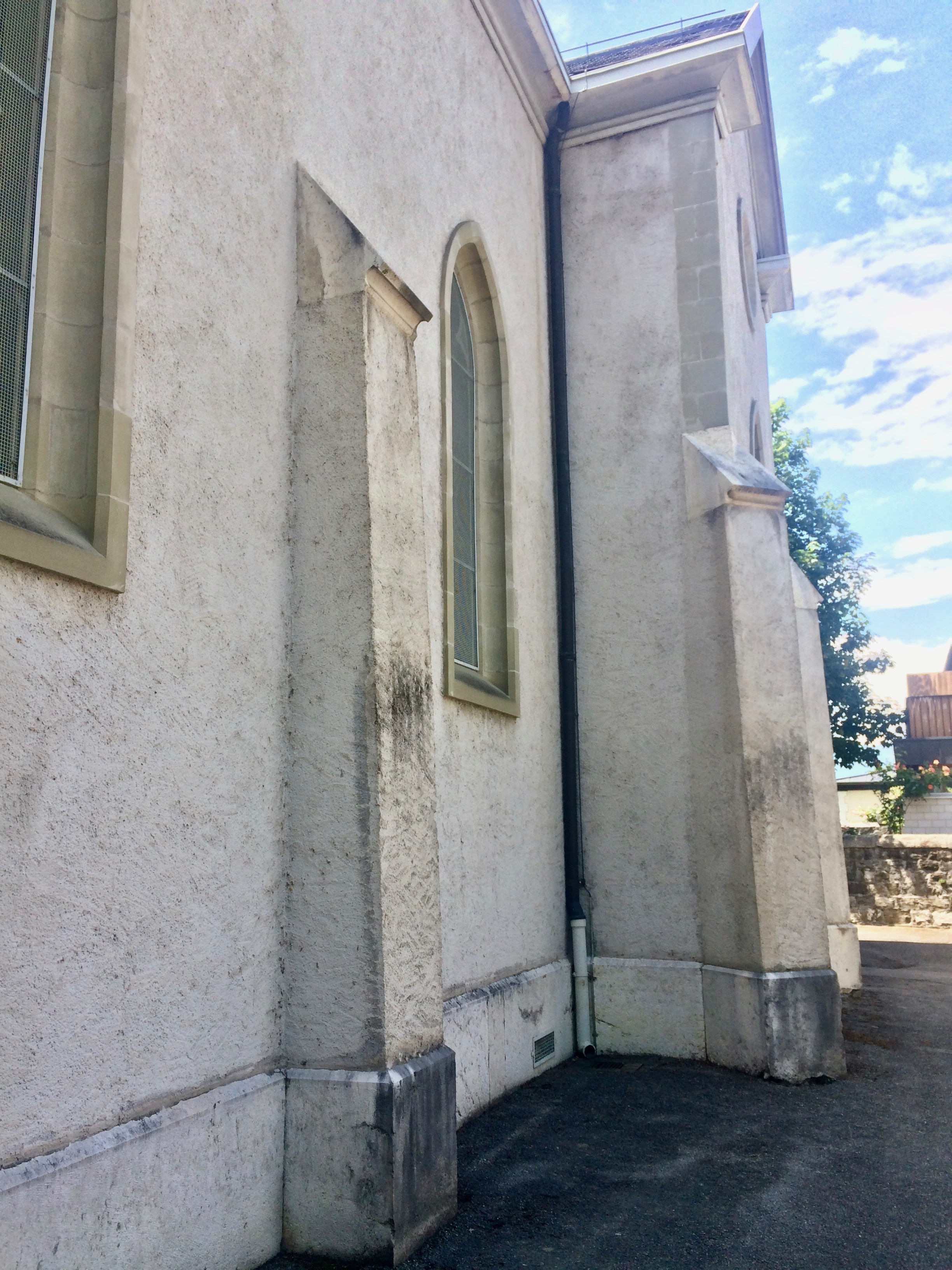
Un contrefort sur le mur nord de l'église.

L'église est édifiée selon le plan d'une croix latine, comprenant une nef, un transept, un chœur de forme carrée ainsi qu'une tribune. Elle s'oriente sur un axe sud-est / nord-ouest.
De style néogothique, l'édifice se distingue par son clocher-porche surmonté d'un beffroi octogonal. Il s'agit d'un clocher à flèche de charpente,.
L'église est renforcée par quatorze contreforts et ornée de neuf vitraux. La sacristie, adossée au mur ouest, est accessible par l'une des deux portes situées à l'arrière du chœur.
La surface totale du bâtiment atteint 215 m2, tandis que le clocher s'élève à 26 mètres de hauteur.

### Mobilier
La nef simple accueille dix-huit bancs ainsi qu'un chemin de croix. Le transept abrite deux autels. Dans le chœur se trouvent un autel principal, un lutrin, deux bancs de chaque côté et, au fond, deux portes. Sur la tribune se tiennent un orgue électronique et l’escalier menant au clocher. À l’arrière de l’église, sous la tribune, est installé le font baptismal.

### Décor

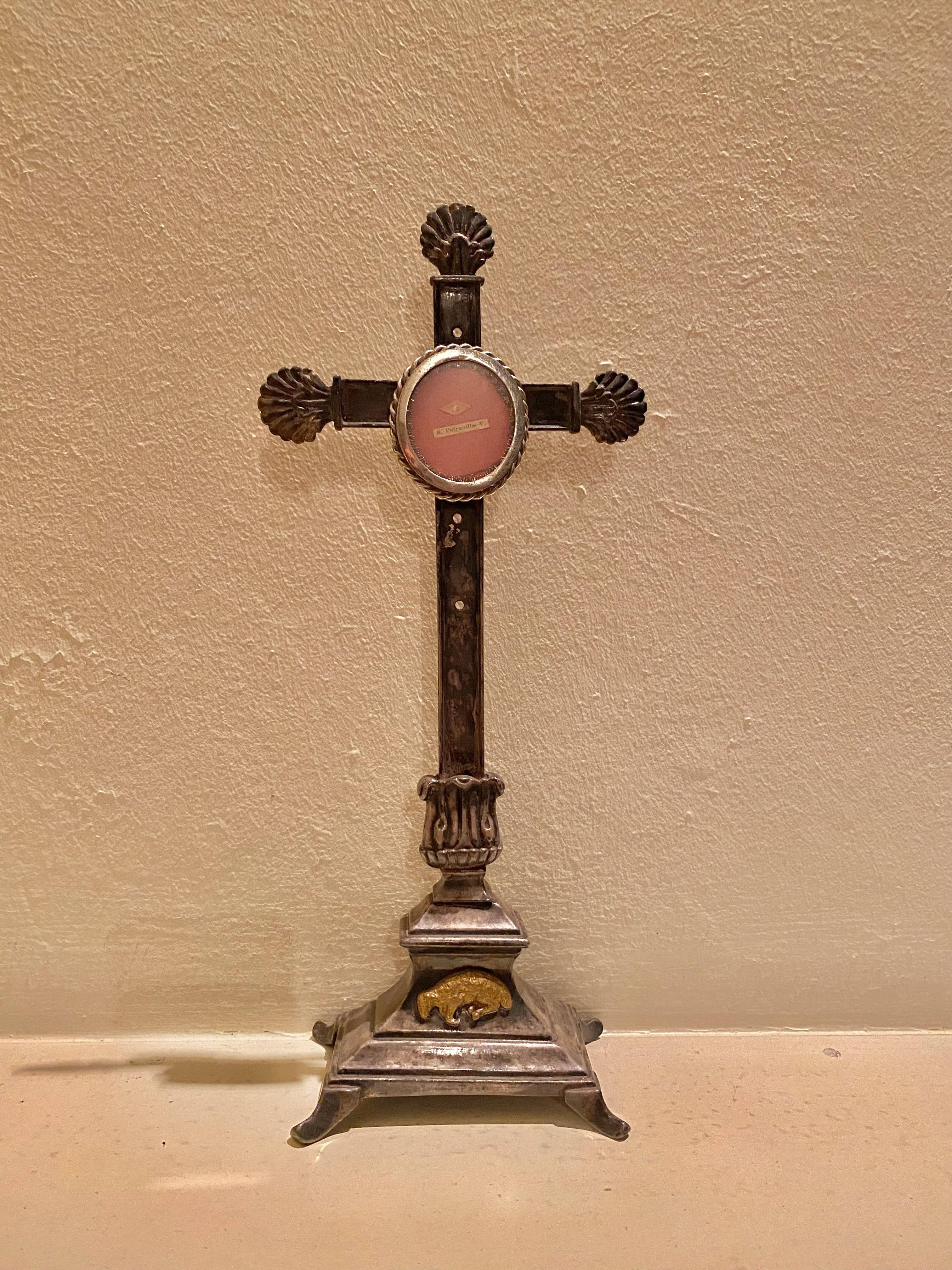
Reliquaire contenant une relique de Sainte Pétronille.

Un chemin de croix composé de quinze stations, offert par une paroissienne, se déploie dans la nef.
Dans le transept, l'autel de gauche expose un Sacré-Cœur de Jésus sculpté en pierre de Carrare, tandis que l'autel de droite supporte une statue en bois doré représentant la Vierge à l'Enfant. Ces deux œuvres sont attribuées à des artistes inconnus.
Au centre du chœur se dresse une représentation du Christ en croix, sculptée en bois d'orme par un religieux italien en 1991.
À l'arrière de l’église, sous la tribune, sur la gauche, sont réunis : un bas-relief représentant saint Antoine de Padoue, sculpté par Mme Jean Moser ; un tableau du Baptême du Christ, peint par Jérèm Falquet en 1950 ; une inscription murale reprenant un passage de l’évangile selon Matthieu (Mt 28, 18-19) ; ainsi qu'une statue de saint Jacques de Zébédée, réalisée par l'atelier artisanal El Arte Cristiano, accompagnée d'un carnet de passage et d'un tampon de crédencial destiné aux pèlerins.
Les vitraux, installés en 1963 pour célébrer le centenaire de l'édifice, comptent sept œuvres de Marion Claudel-Cartier, belle-fille de Paul Claudel, et deux de François Rais. Ils représentent principalement différentes figures de Marie vénérées en divers lieux.

## Horloge et cloches
Le clocher abrite le mécanisme de l'horloge ainsi qu'une armature en bois supportant deux cloches.

### Horloge

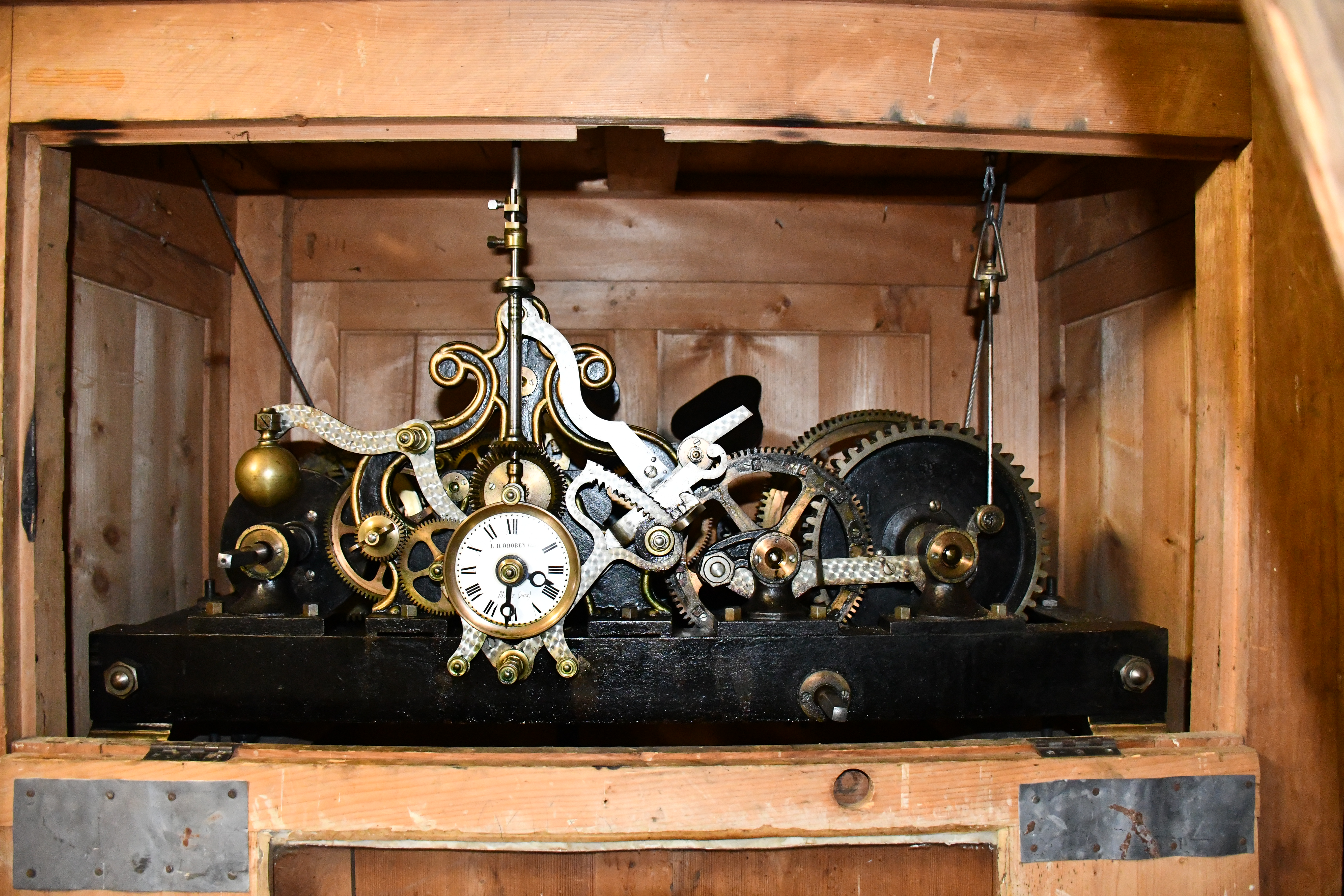
L'horloge datant de 1897.

Le mécanisme de l'horloge, conçu par la société de Louis-Delphin Odobey Cadet à Morez (France), est installé en 1897. Il s'agit du 313ᵉ mécanisme réalisé par cette entreprise. Il permet d'indiquer l'heure sur le cadran du clocher et de sonner les heures et les demies sur la cloche Jean. Comme cela est souvent le cas dans les villages agricoles, l'horloge sonne l'heure à deux reprises, à deux minutes d'intervalle, afin que les travailleurs aux champs ne puissent se tromper. Les poids de l'horloge et des cloches doivent être remontés manuellement chaque semaine.

### Cloches

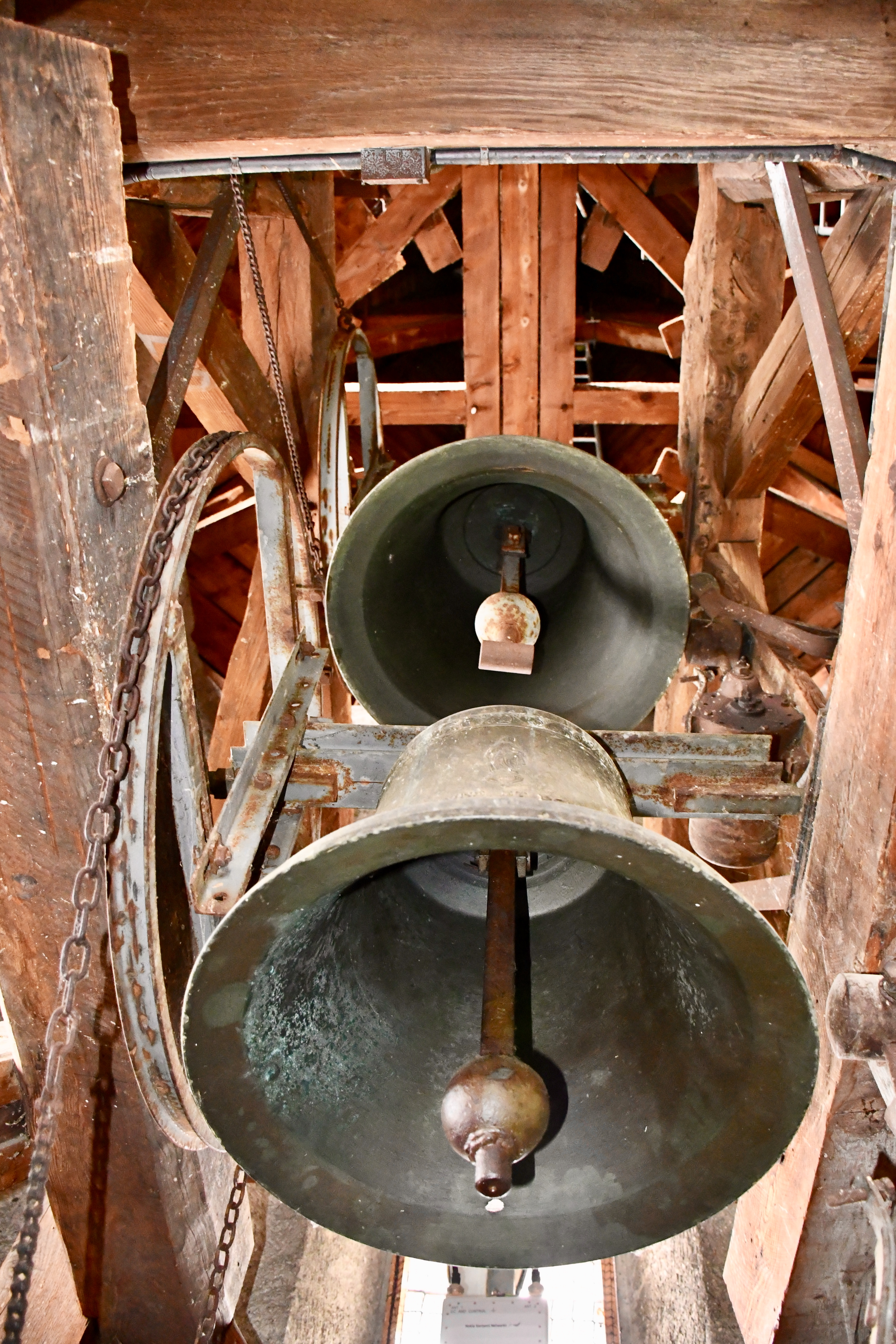
Les deux cloches de l'église.

Les deux cloches sont placées l'une au-dessus de l'autre. La cloche dite Jean, offerte par Jean Jaquet, date de 1825 ; elle servait à donner l'alerte en cas d'incendie dans le clocher de l'ancienne chapelle de Pregny. La cloche dite Germaine, offerte par Germaine Veilly (propriétaire du château de Penthes et belle-fille de Marc Birkigt), est installée en 1961.
La cloche Jean sonne l'heure et la demie et sonne également l'angélus à midi et le soir,.
Les deux cloches sont mises en mouvement par deux moteurs, actionnés à l'aide d'une télécommande. Il reste néanmoins possible de sonner l'une d'elles manuellement grâce à une corde.
| Cloche          | Année | Poids (kg) | Hauteur (cm) | Diamètre (cm) | Fondeur        | Lieu                     | Donateur / Donatrice        | Parrain / Marraine                                                                       | Annonce                    | Note |
| --------------- | ----- | ---------- | ------------ | ------------- | -------------- | ------------------------ | --------------------------- | ---------------------------------------------------------------------------------------- | -------------------------- | ---- |
| cloche Jean     | 1825  | 136,1      | 57           | 68,5          | Fs. Dreffet    | Genève (Suisse)          | Jean Jaquet (1754-1839)     | Jules Gaspard Aynard et Jeanne Victoire de Sellon (Duc et Duchesse de Clermont-Tonnerre) | heure, demi-heure et messe | Ré2  |
| cloche Germaine | 1961  | 125        | 50           | 57            | Frères Paccard | Annecy-le-Vieux (France) | Germaine Veilly (1912-1983) | Germaine Veilly                                                                          | messe                      | Fa2  |

| « Nimbos & fulmen nostris a finibus arce proh. deus ; et campos contegat alma seges Offert à la commune de Pregny par Jean Jaquet, sculpteur & membre du conseil souverain en septembre 1825 fait par Fs. Dreffet fondeur à Genève » | « Parrain Jules Gaspard Aynard duc de Clermont-Tonnerre Marraine Jeanne Victoire duchesse de Clermont-Tonnerre née comtesse de Sellon » |

| « J'ai été créée par les frères Paccard à Annecy-le-Vieux en mai 1961 pour l'église de Pregny Genève curé : l'Abbé Marcel Falquet Mon âme magnifie le Seigneur ! » | « Ma marraine et donatrice Mme Louis Birkigt, château de Penthes Pregny » |

## Anecdotes
- Lors de la Question royale, le roi Léopold III et sa famille, Lilian Baels, Joséphine-Charlotte, Baudouin, Albert II et Alexandre, se réfugient et habitent au château du Reposoir entre le 3 octobre 1945 et 1948[N 17],[37]. Les membres de la famille royale de Belgique se mêlent simplement aux coutumes de vie de la commune de Pregny, se promenant dans le village, achetant leur pain chez le boulanger ou assistant à la messe de l'église catholique où un banc leur était spécialement réservé[38].

« Dès le début de leur séjour, les membres de la famille royale de Belgique vinrent assister aux offices en la modeste église de Pregny, se mêlant, avec la plus grande simplicité, aux autres fidèles. La messe de minuit de 1945 laissera un souvenir inoubliable aux paroissiens. En effet, en cette nuit de Noël, le roi, la princesse de Rethy et leur enfants prirent part au service devant un autel orné magnifiquement de lilas blancs offerts par la princesse. »
— Guillaume Fatio, Pregny, commune genevoise et coteau des altesses, 1947, p. 337.
À la suite du résultat favorable au retour du roi, la famille royale belge se prépare à quitter définitivement la Suisse pour la Belgique. N'oubliant pas l'accueil chaleureux des habitants de Pregny, la famille royale commande à l'artiste Jérém Falquet un tableau représentant le Baptême du Christ. Ce dernier, peint le 1er juillet 1950, est ensuite offert à la paroisse catholique de Pregny. Il est actuellement exposé au fond de l'église, sous la tribune, à gauche en entrant.
- L'église catholique Saint-Joseph des Eaux-Vives pourrait être considérée comme l'« église sœur » de l'église Sainte-Pétronille. En effet, leur architecture présente de nombreuses similitudes, laissant supposer qu'elles pourraient partager le même architecte[39].
- Lors de la première vague de la pandémie de Coronavirus, les cloches de l'église sonnaient chaque soir à 21:00 pour soutenir le personnel soignant[40].

## Cure

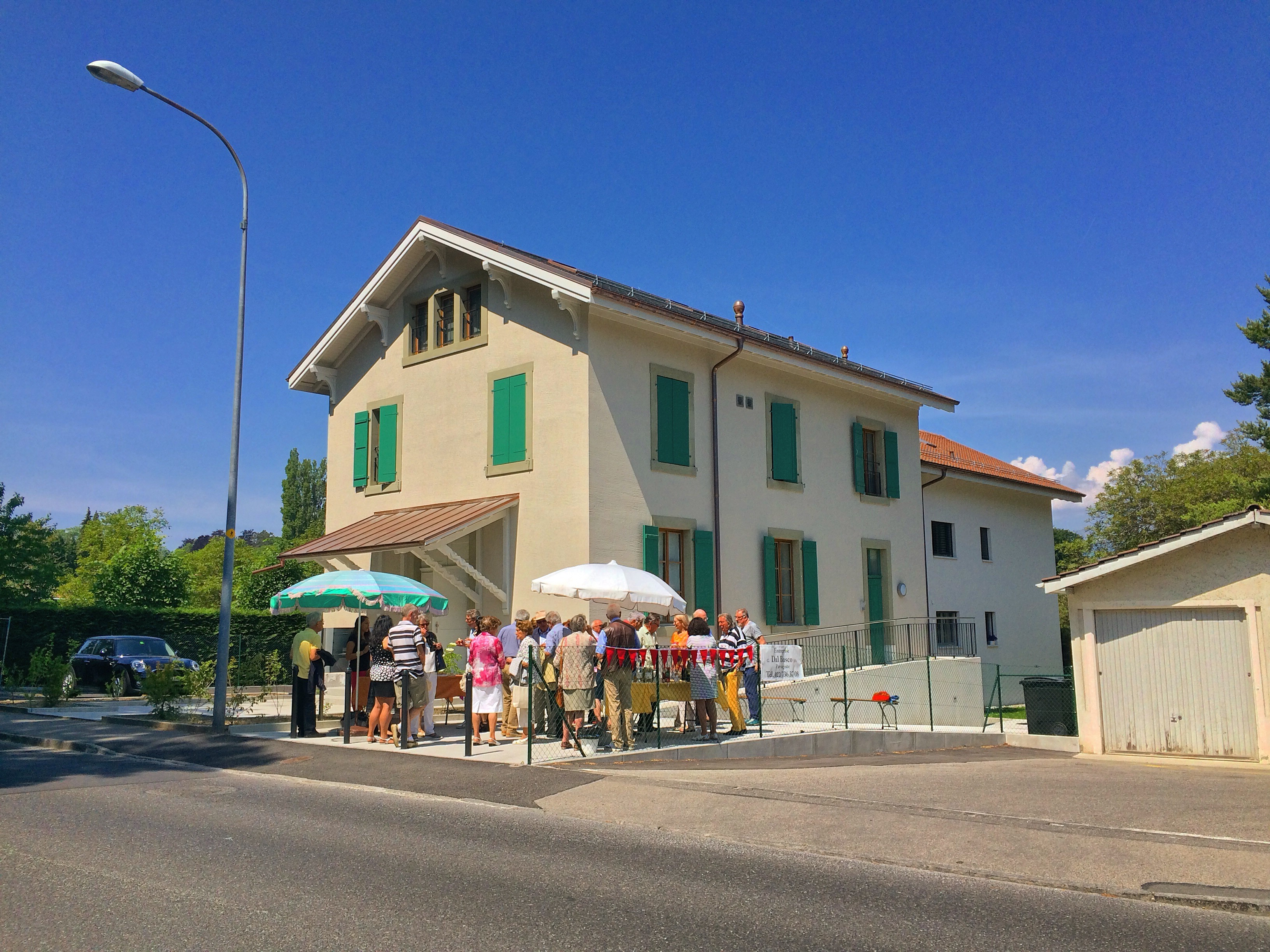
Verrée à la cure, lors de la fête patronale de Sainte Pétronille de 2017.

La cure se situe à 50 mètres au sud-ouest de l'église. Elle est inscrite depuis 1987 à l'inventaire genevois des immeubles dignes d'être protégés.

Construite en 1892 comme maison d'habitation pour l'ancien maire Jean-Marie Panissod, la cure est rachetée par la paroisse catholique en 1937, lorsque la commune de Pregny est érigée en rectorat. Le bâtiment est alors transformé en cure et maison paroissiale, spécialement destiné à loger le recteur. De septembre 2015 à 2016, il est agrandi pour accueillir sept appartements ainsi qu'une salle paroissiale.

## Galeries

### Extérieur

L'église vue de nuit.
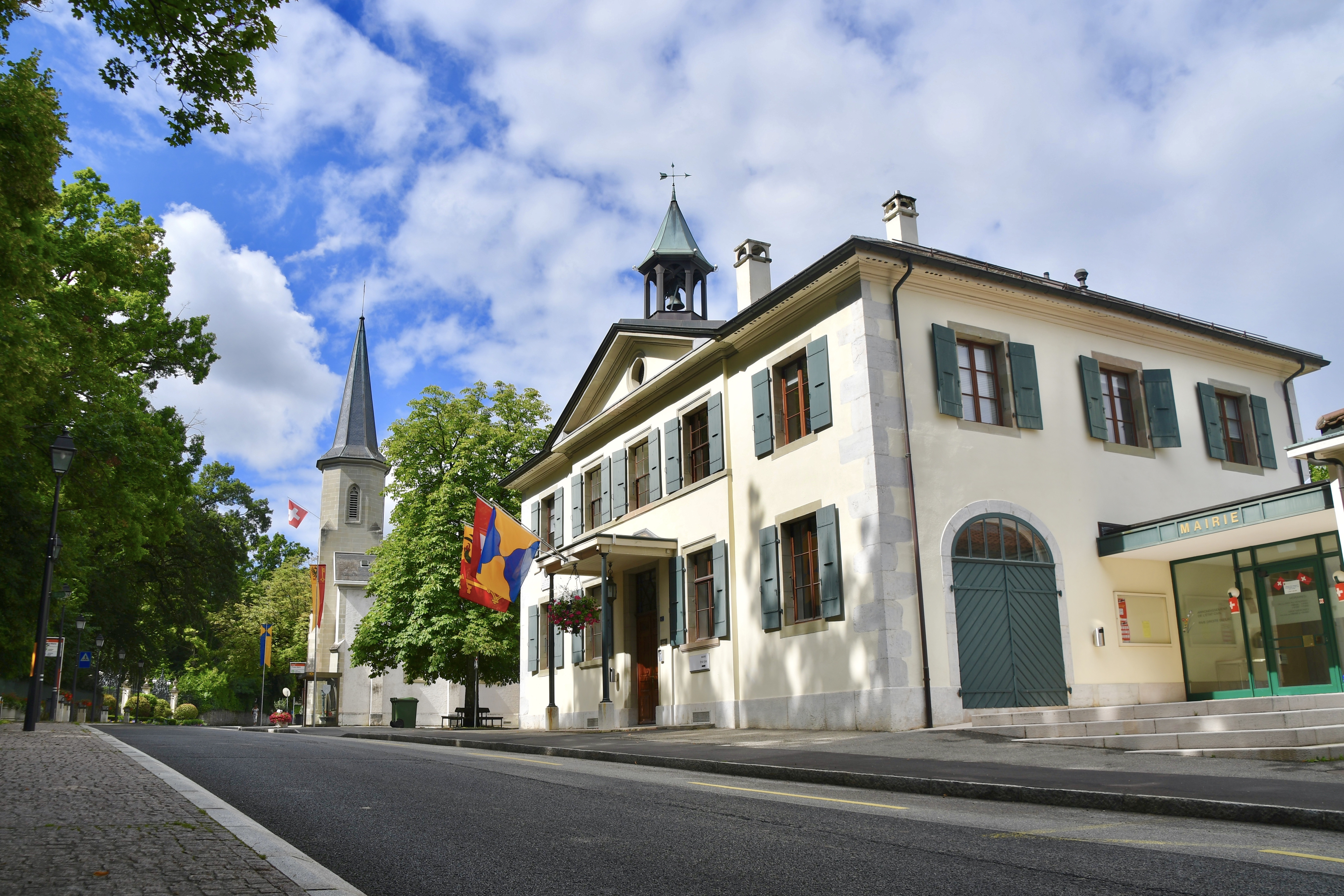
L'église et la mairie.
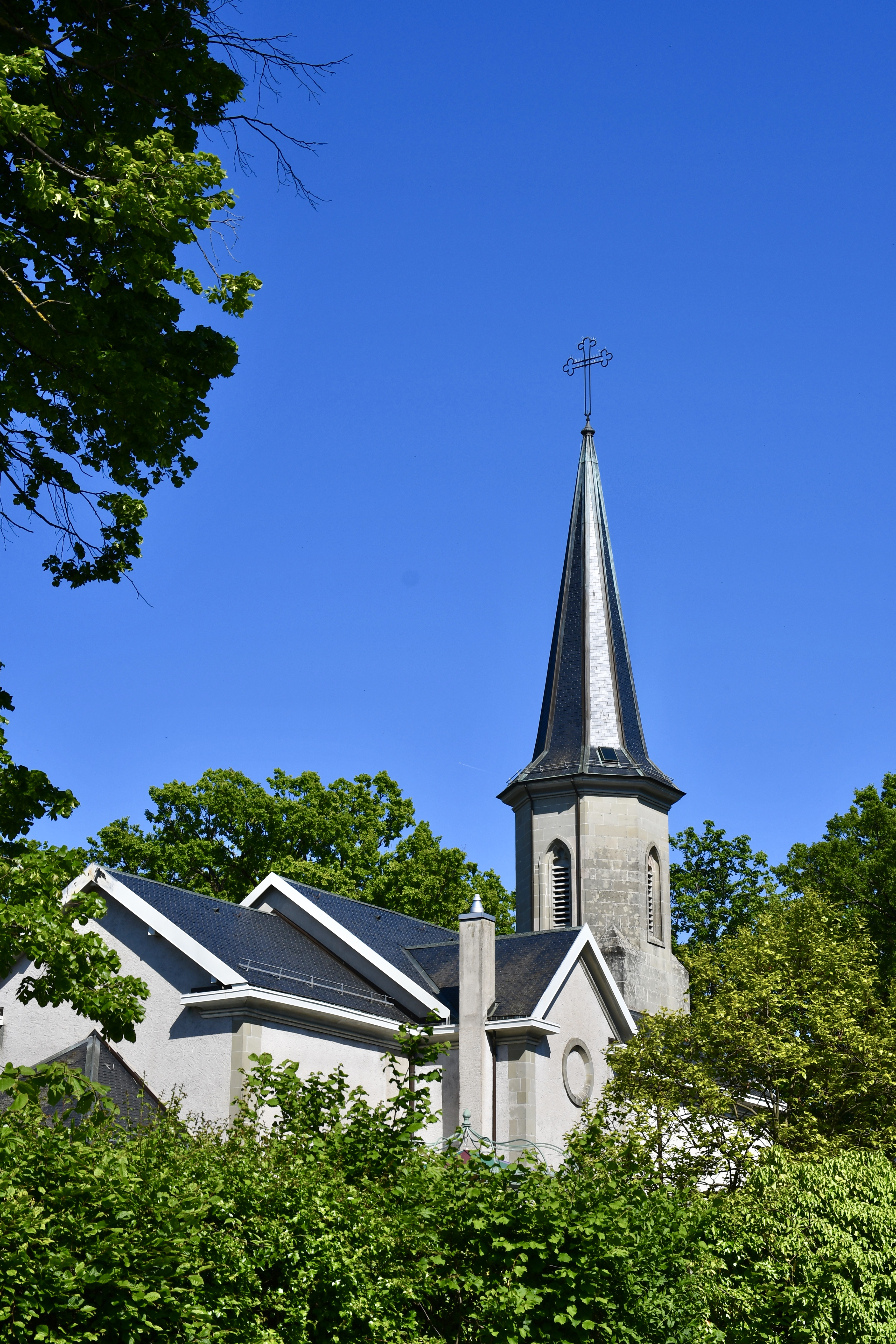
Vue depuis le sud de l'église.
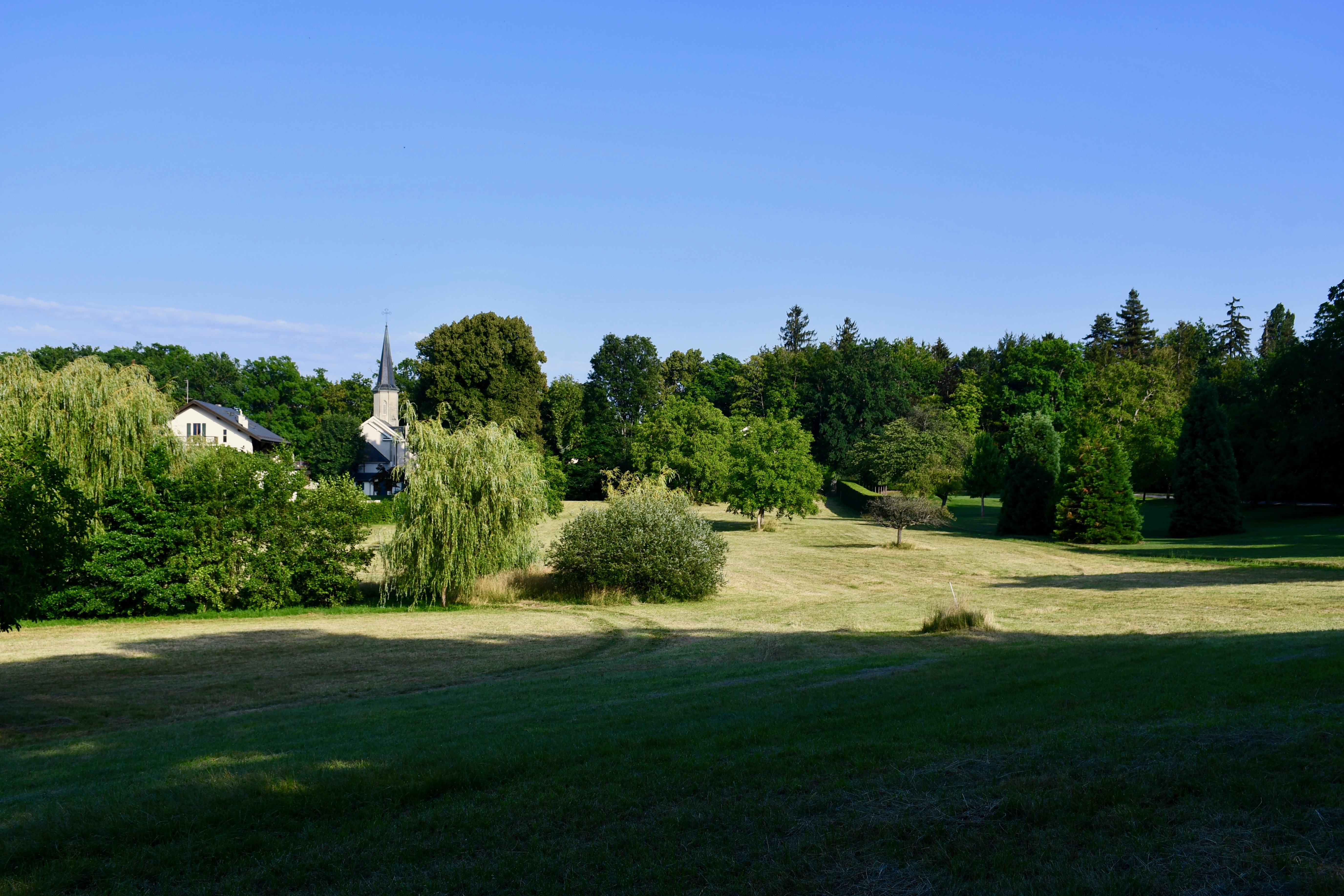
Le clocher de l'église vue depuis la Campagne de Tournay.
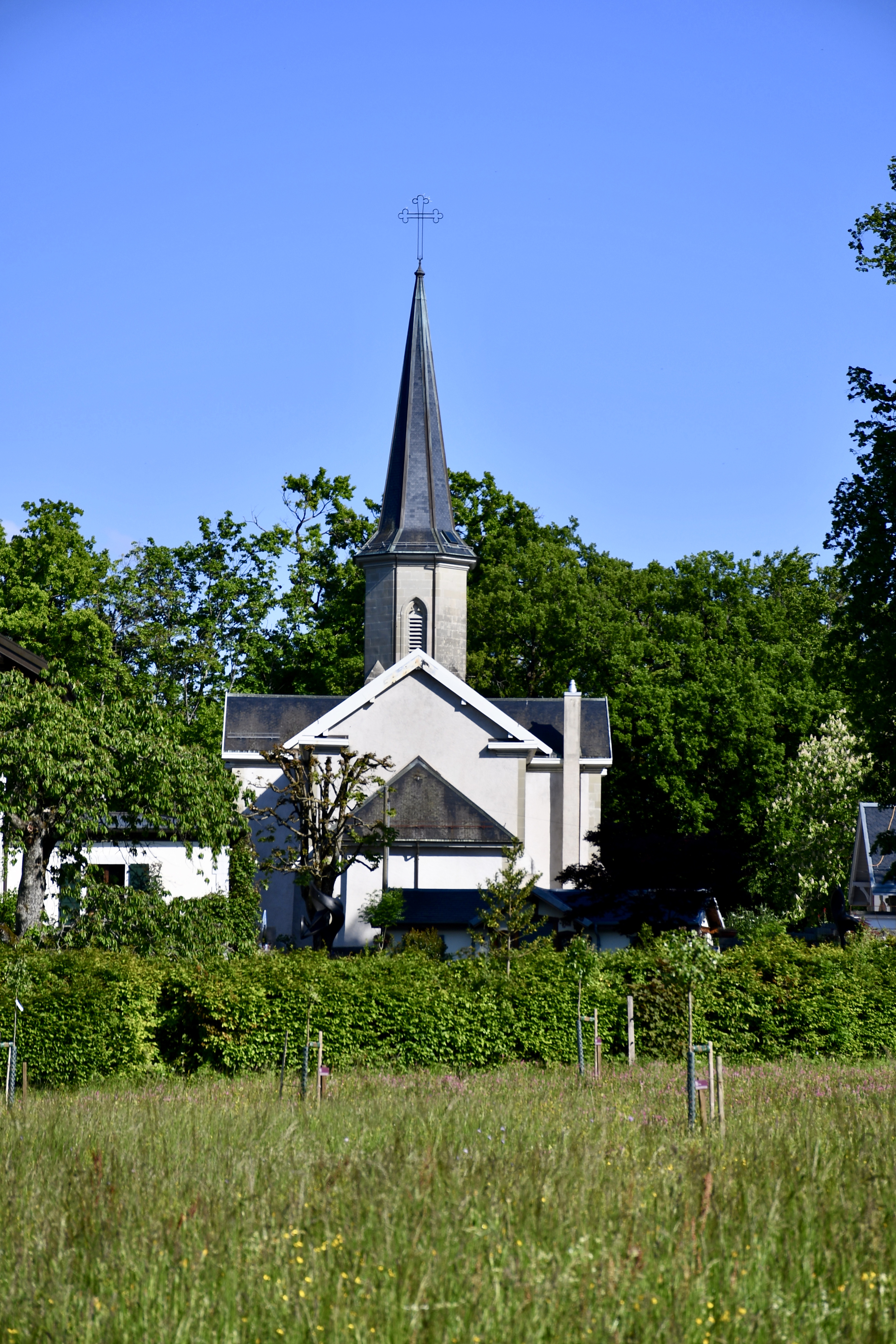
Vue depuis l'ouest de l'église.
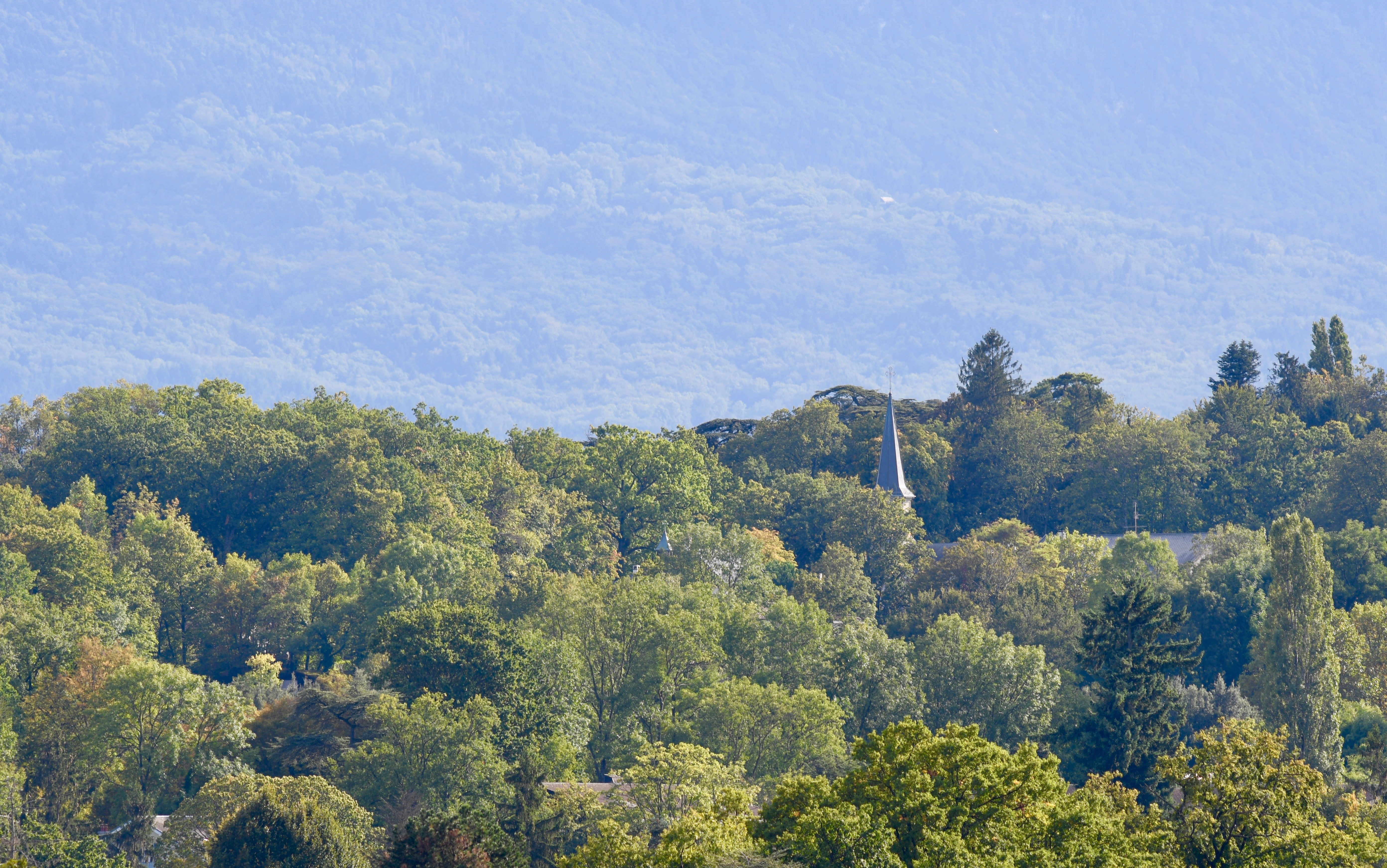
Le clocher de l'église depuis Le Valavran.
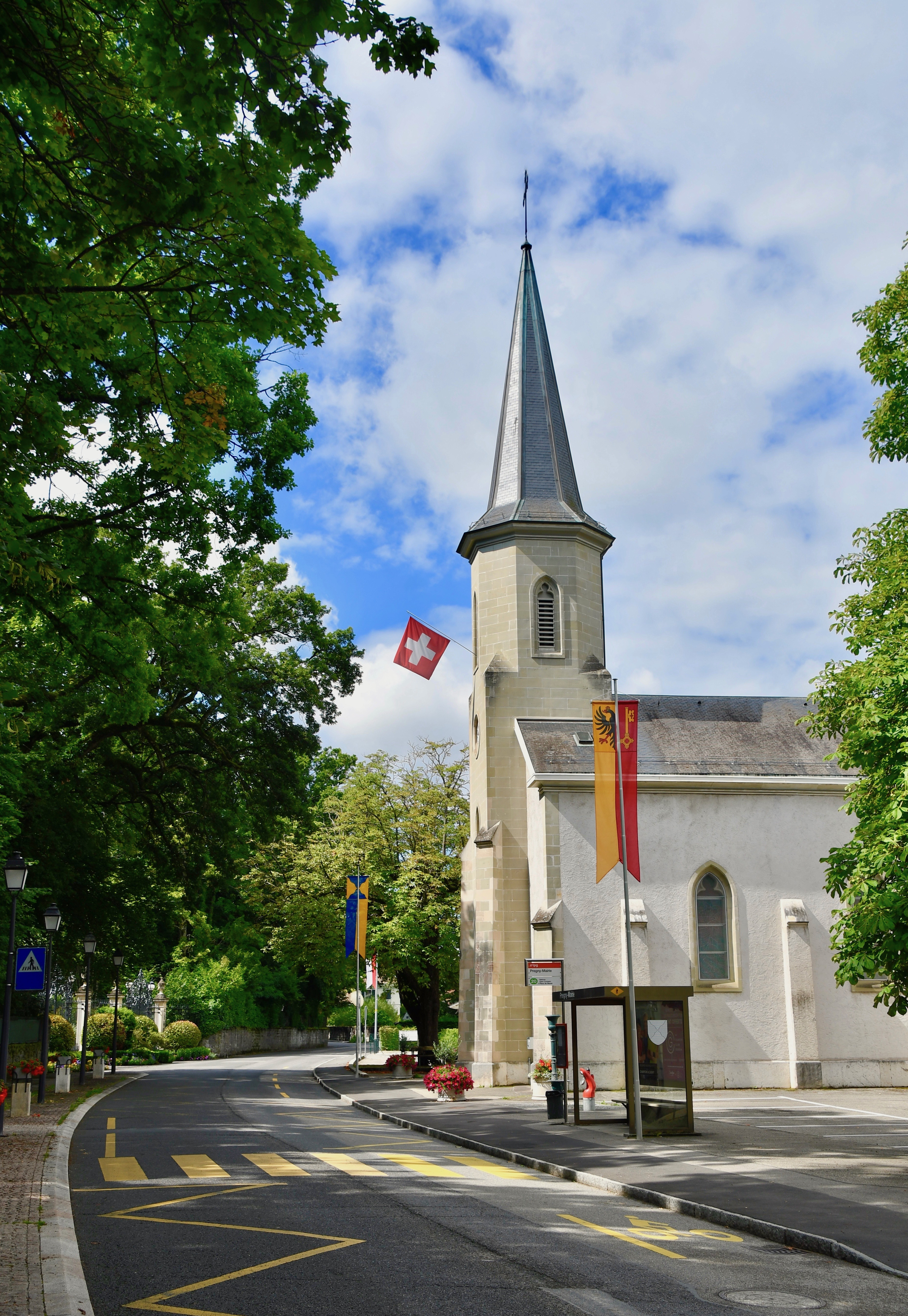
L'église décorée pour la fête nationale.
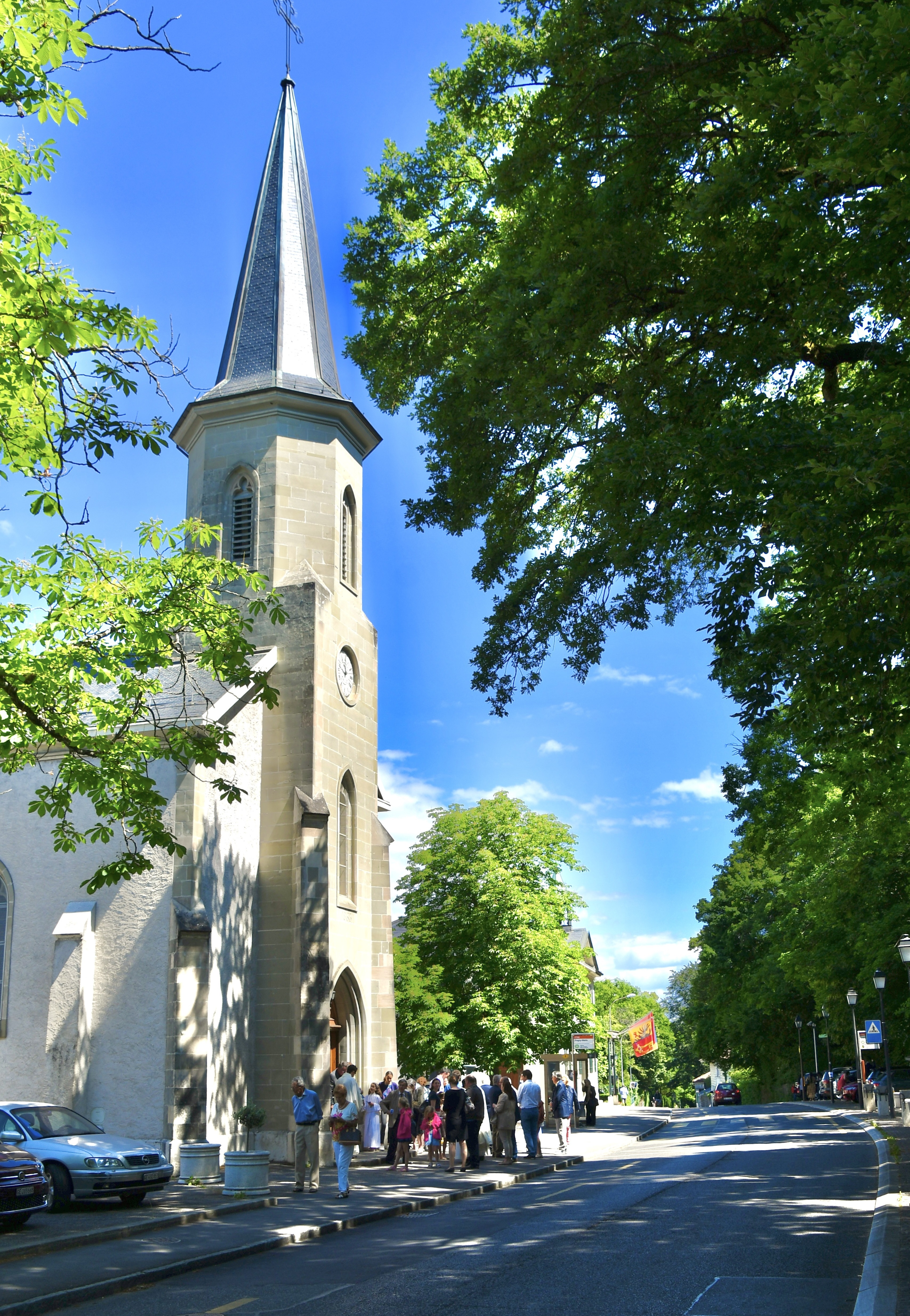
Sortie de messe lors de la fête patronale de Sainte Pétronille.
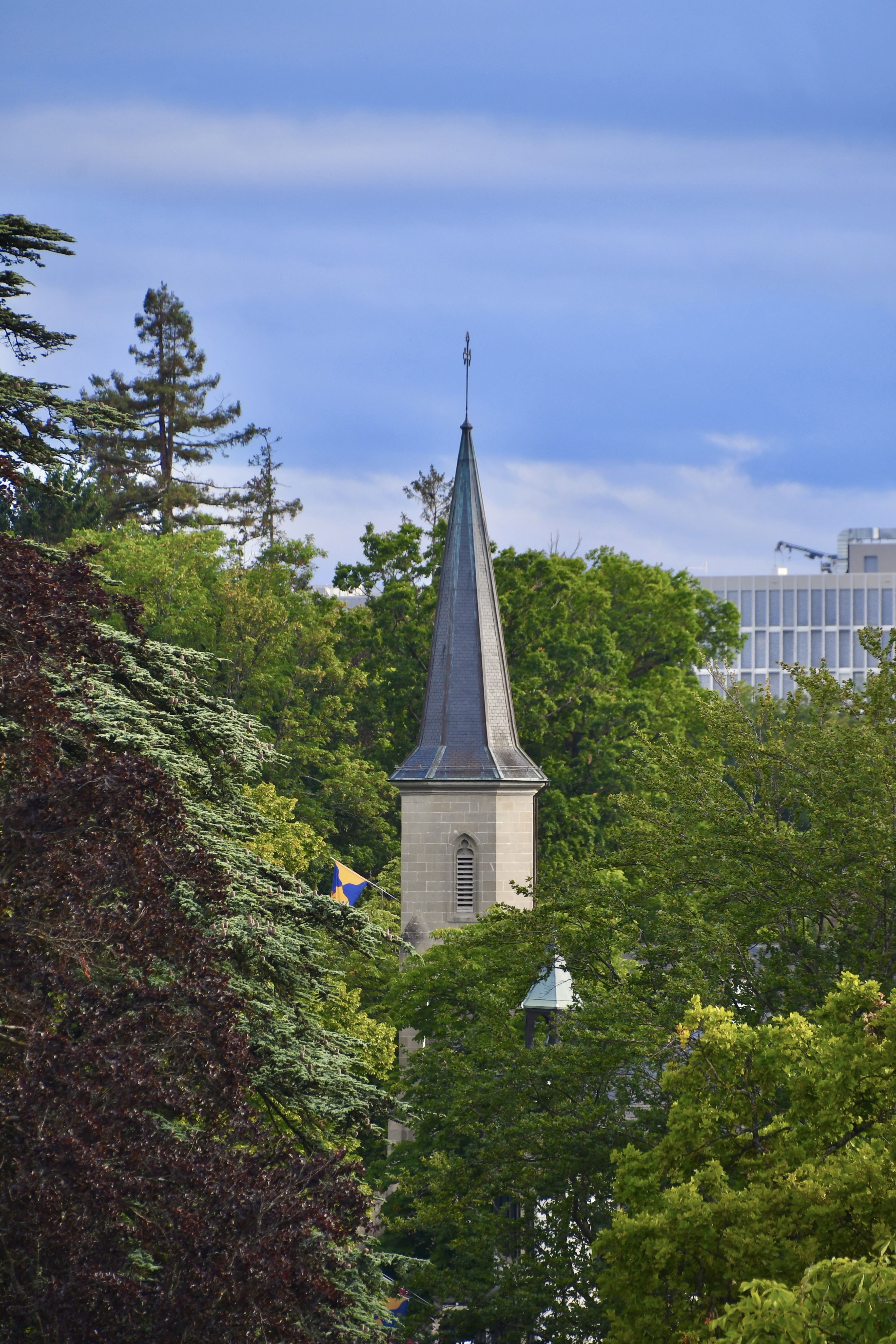
Le clocher et le drapeau Pregnote-Chambésien.

### Intérieur

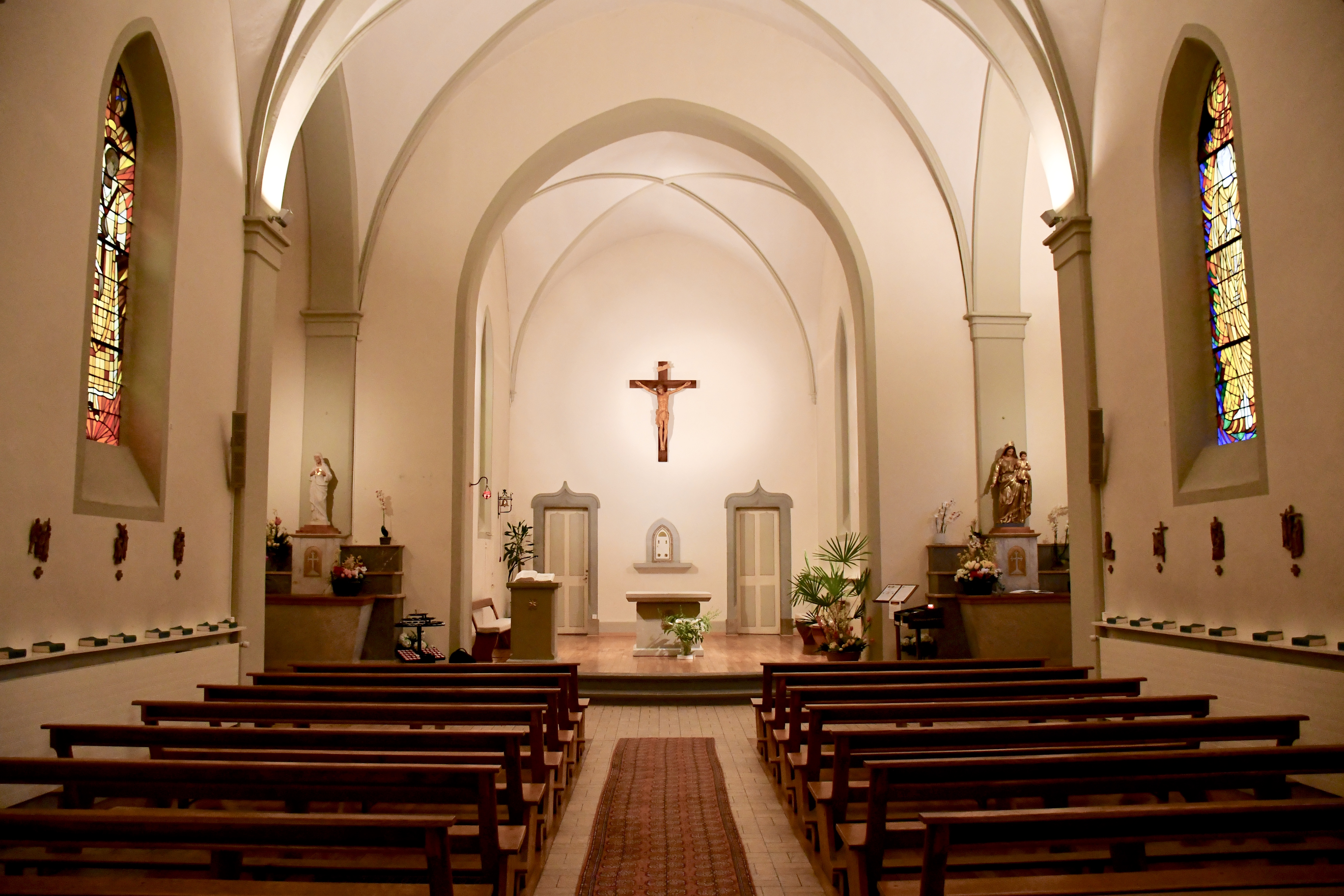
Les bancs et le chœur.
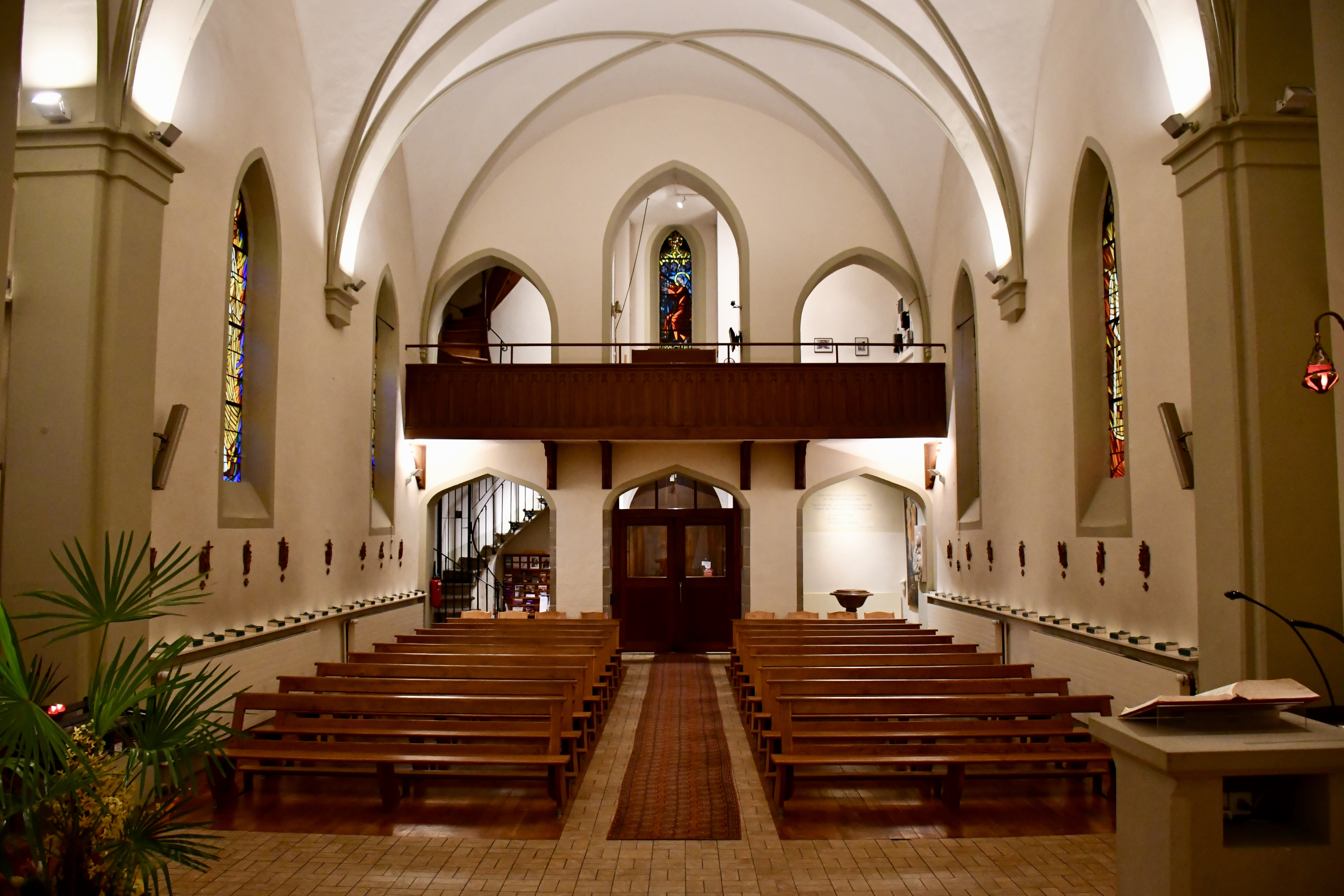
Le fond et la tribune.
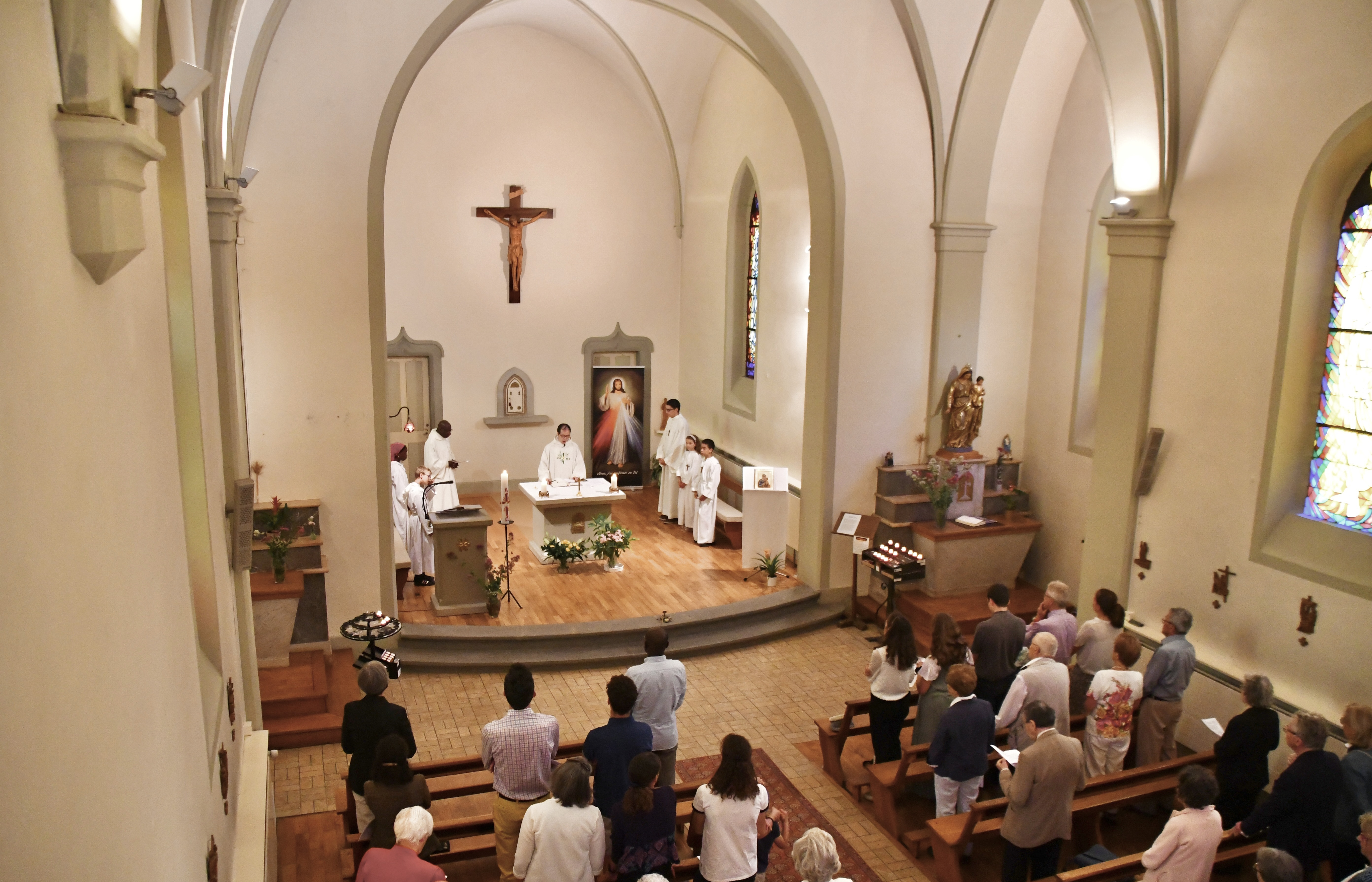
Messe lors de la fête patronale de Sainte Pétronille.

### Vitraux

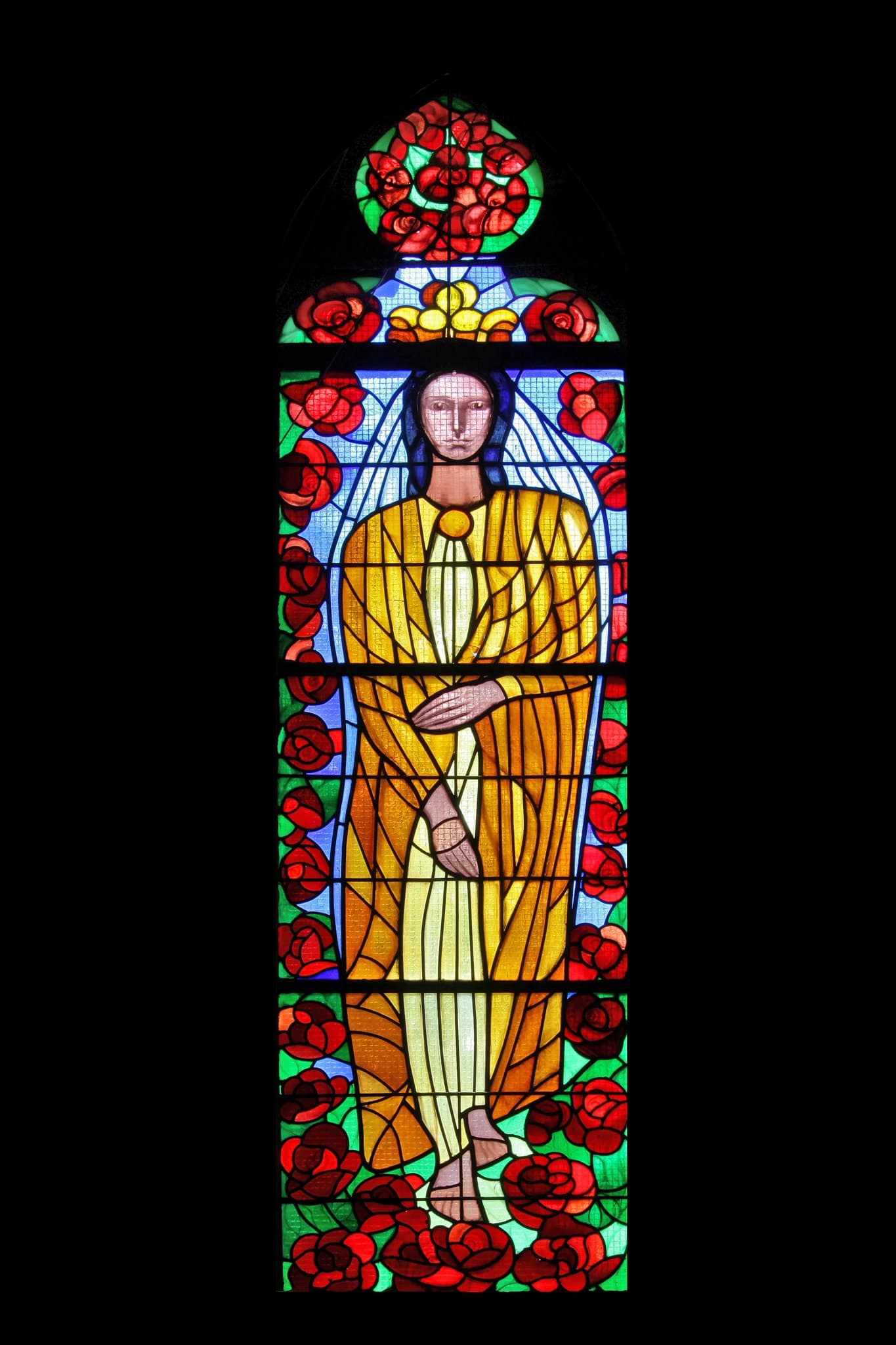
Notre-Dame de Guadalupe de Marion Claudel-Cartier.
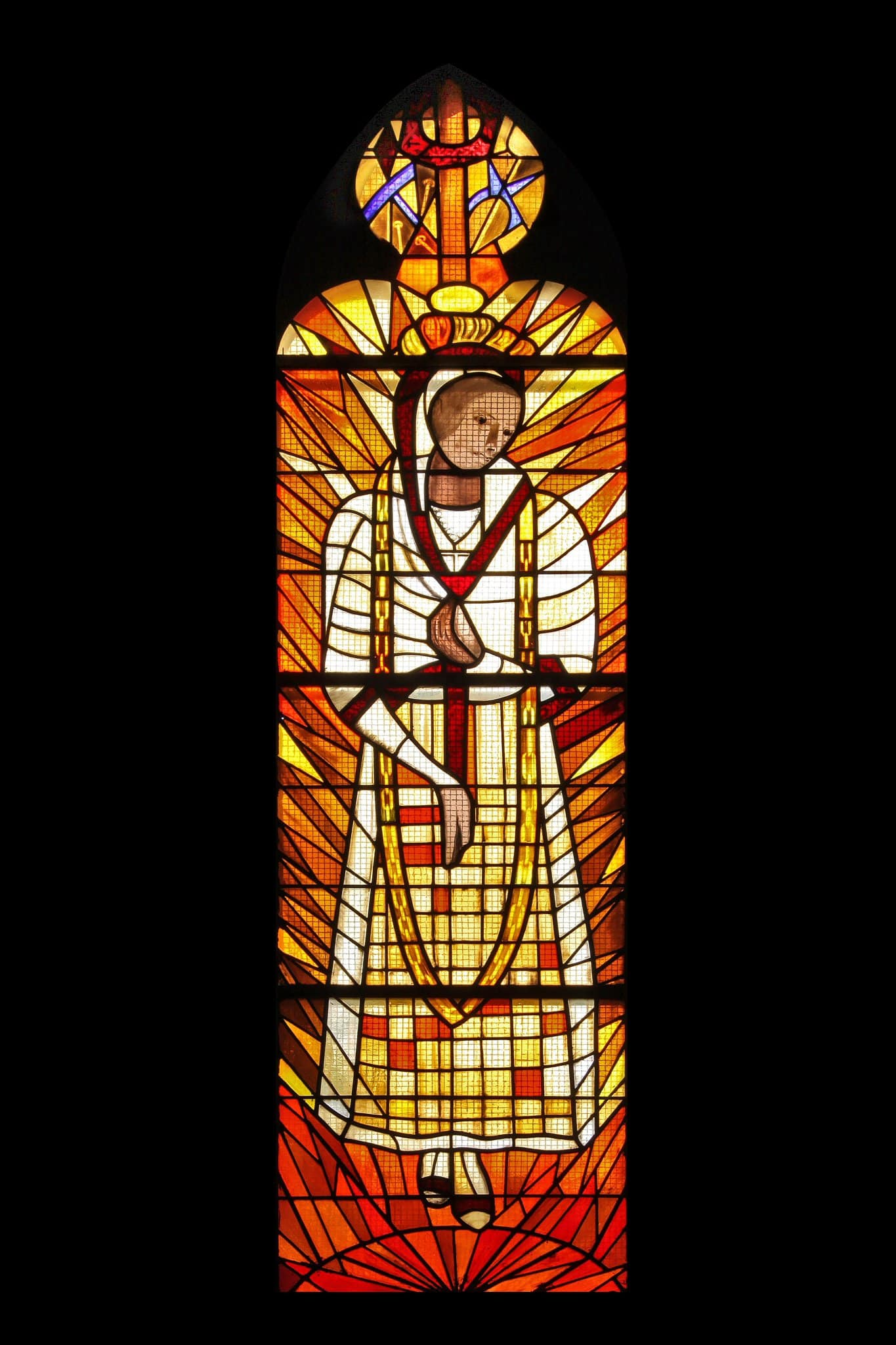
Notre-Dame de La Salette de Marion Claudel-Cartier.
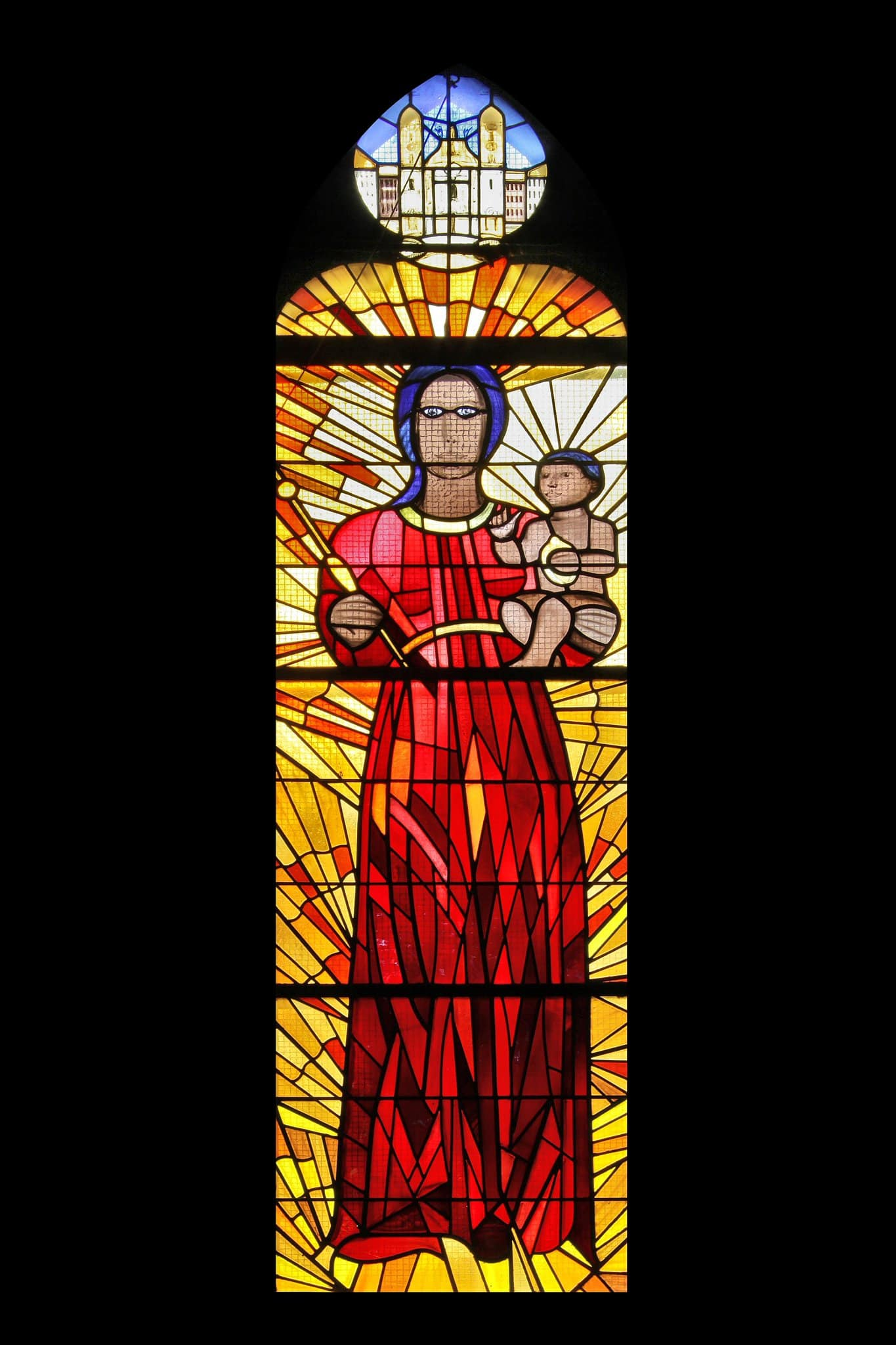
Notre-Dame des ermites de Marion Claudel-Cartier.
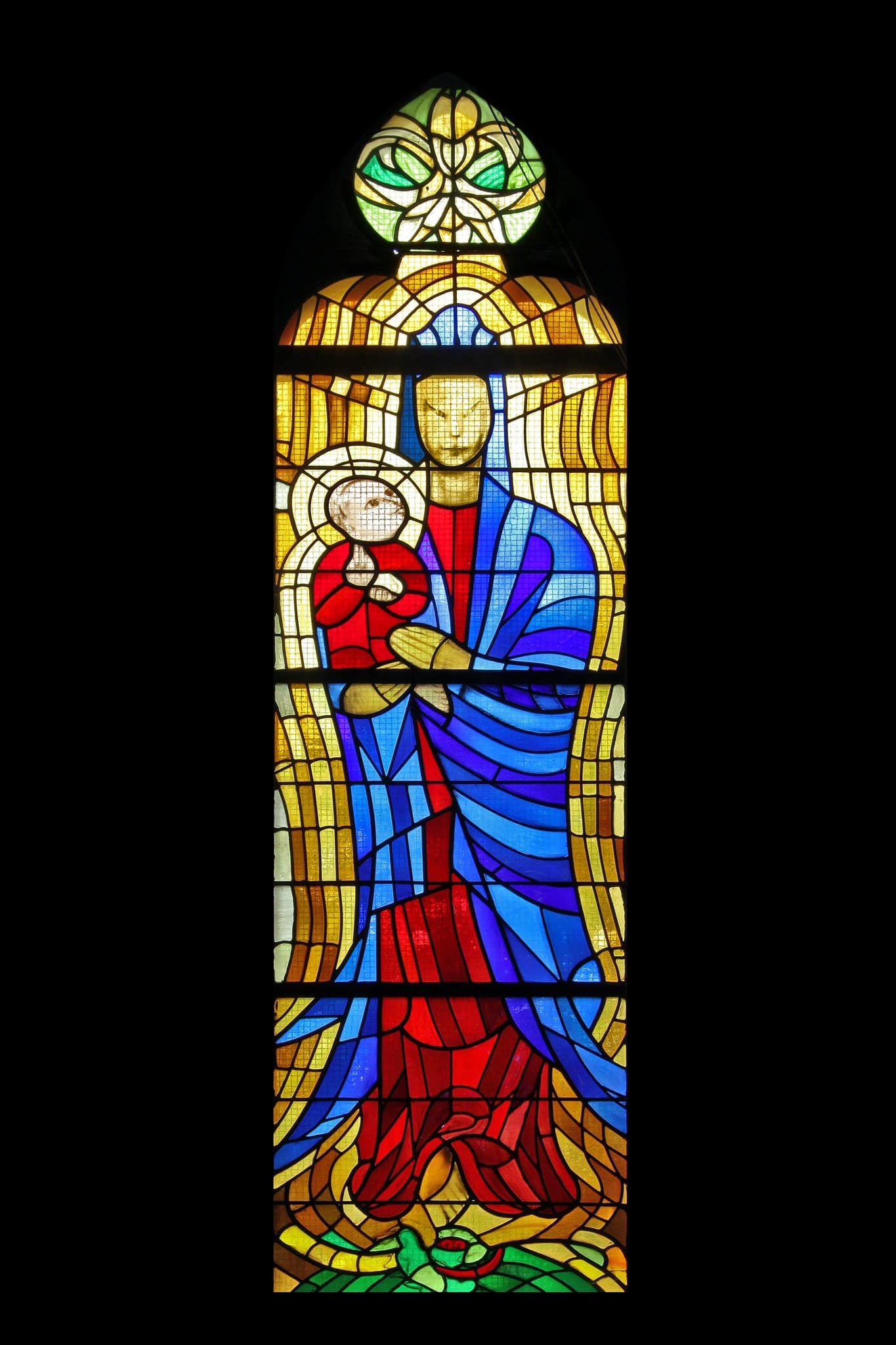
Notre Dame de Chine de Marion Claudel-Cartier.
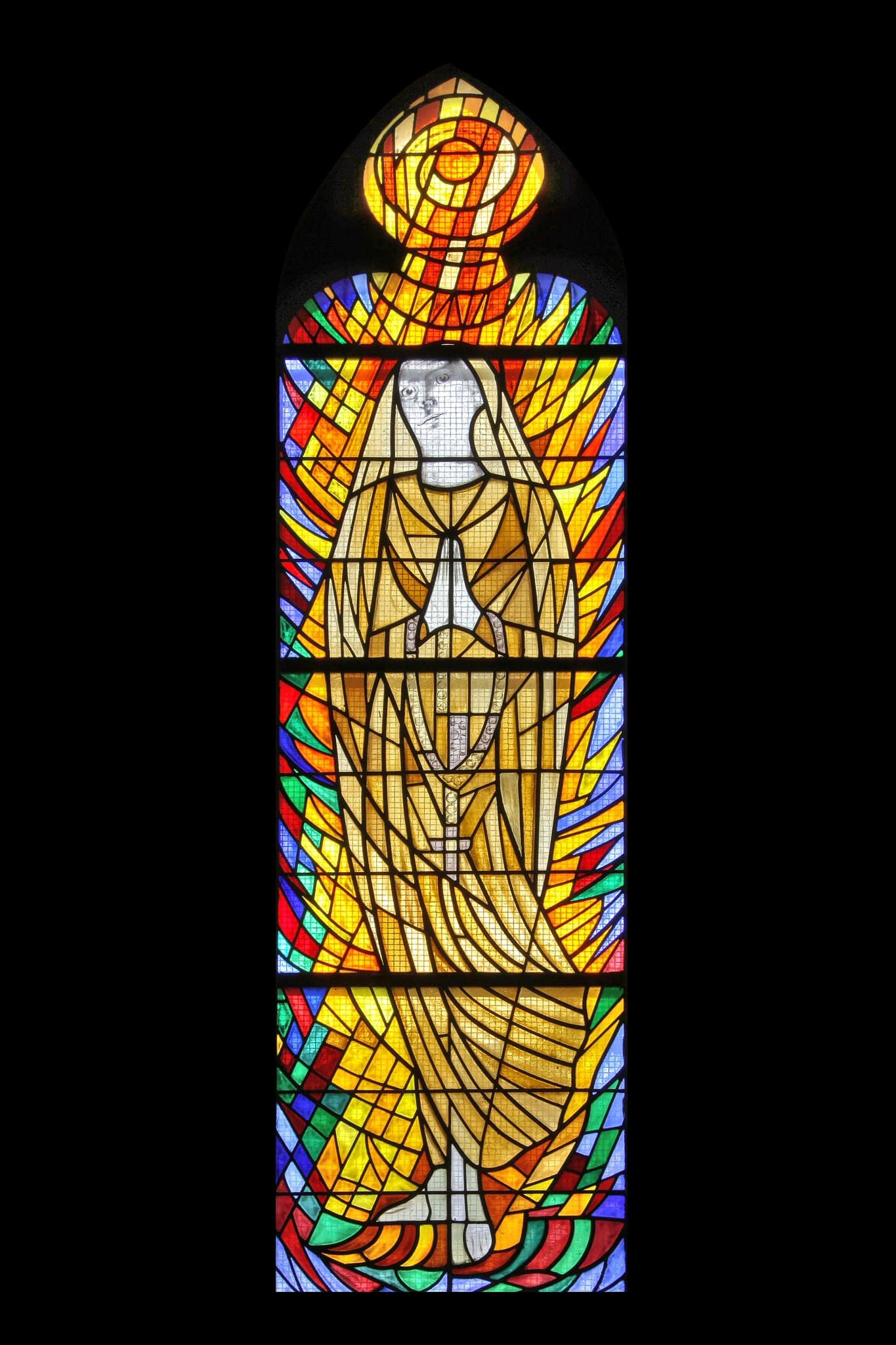
Notre-Dame de Fátima de Marion Claudel-Cartier.
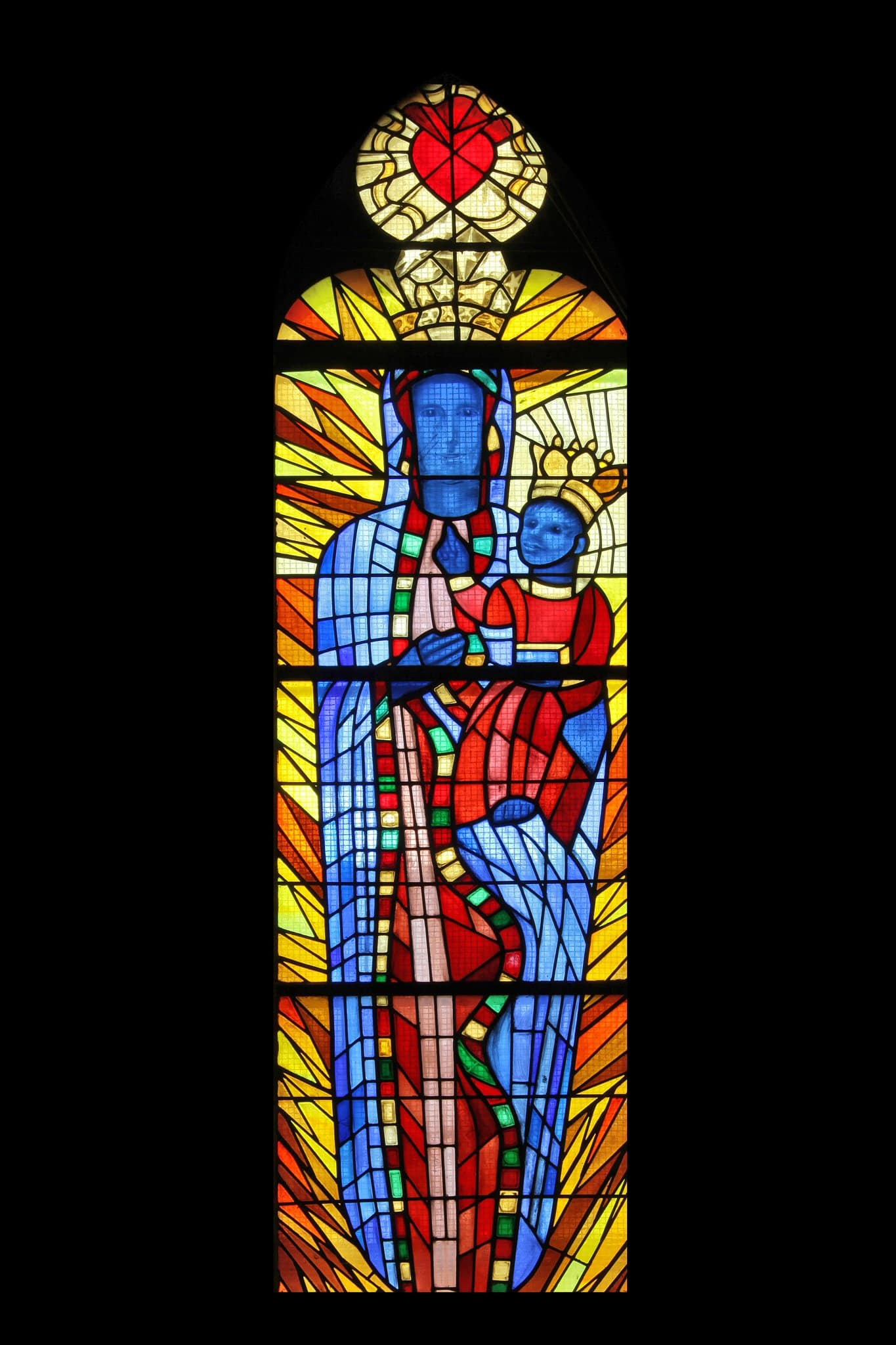
Notre-Dame de Częstochowa de Marion Claudel-Cartier.
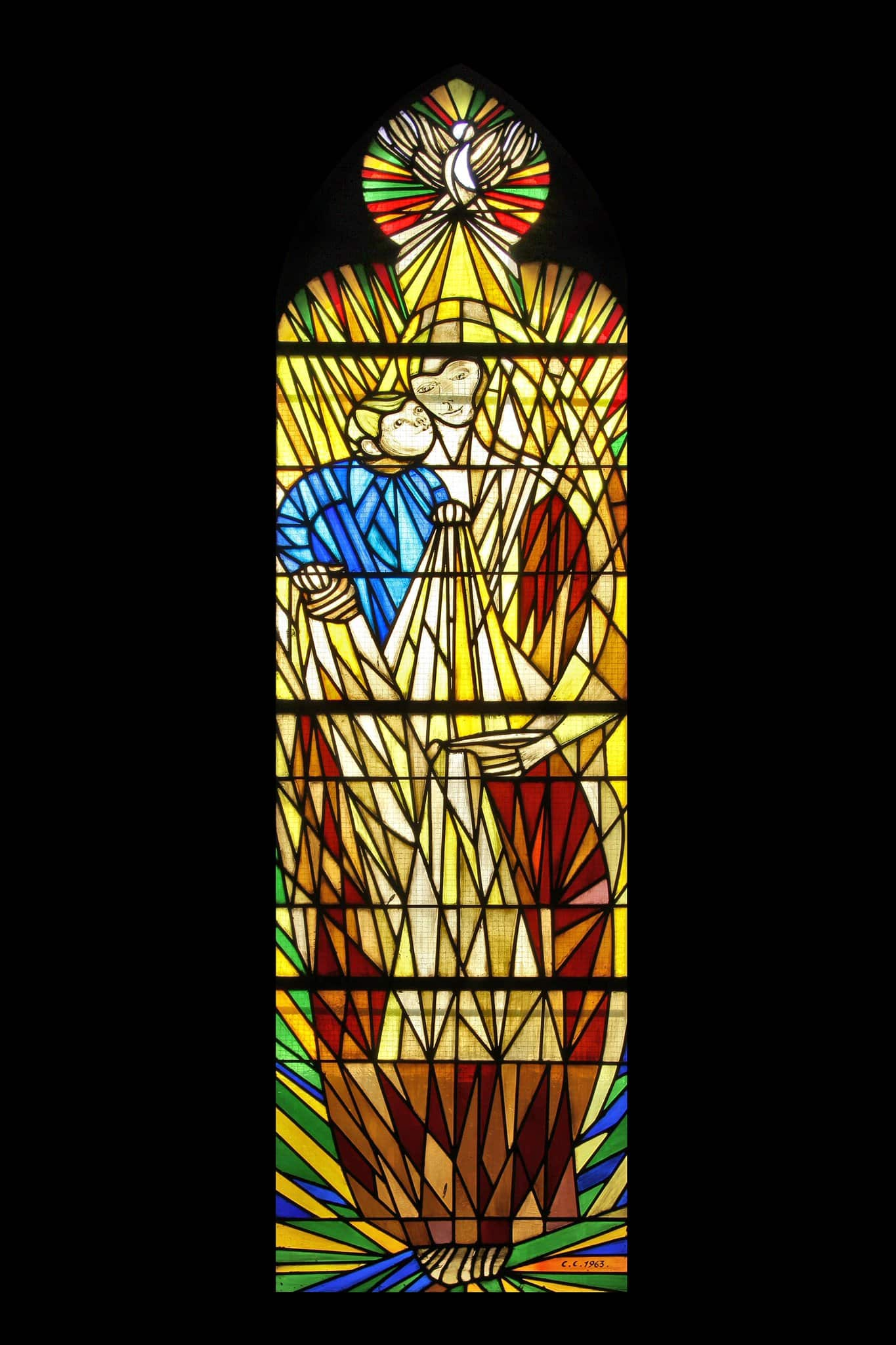
Notre-Dame du Mont-Carmel de Marion Claudel-Cartier.
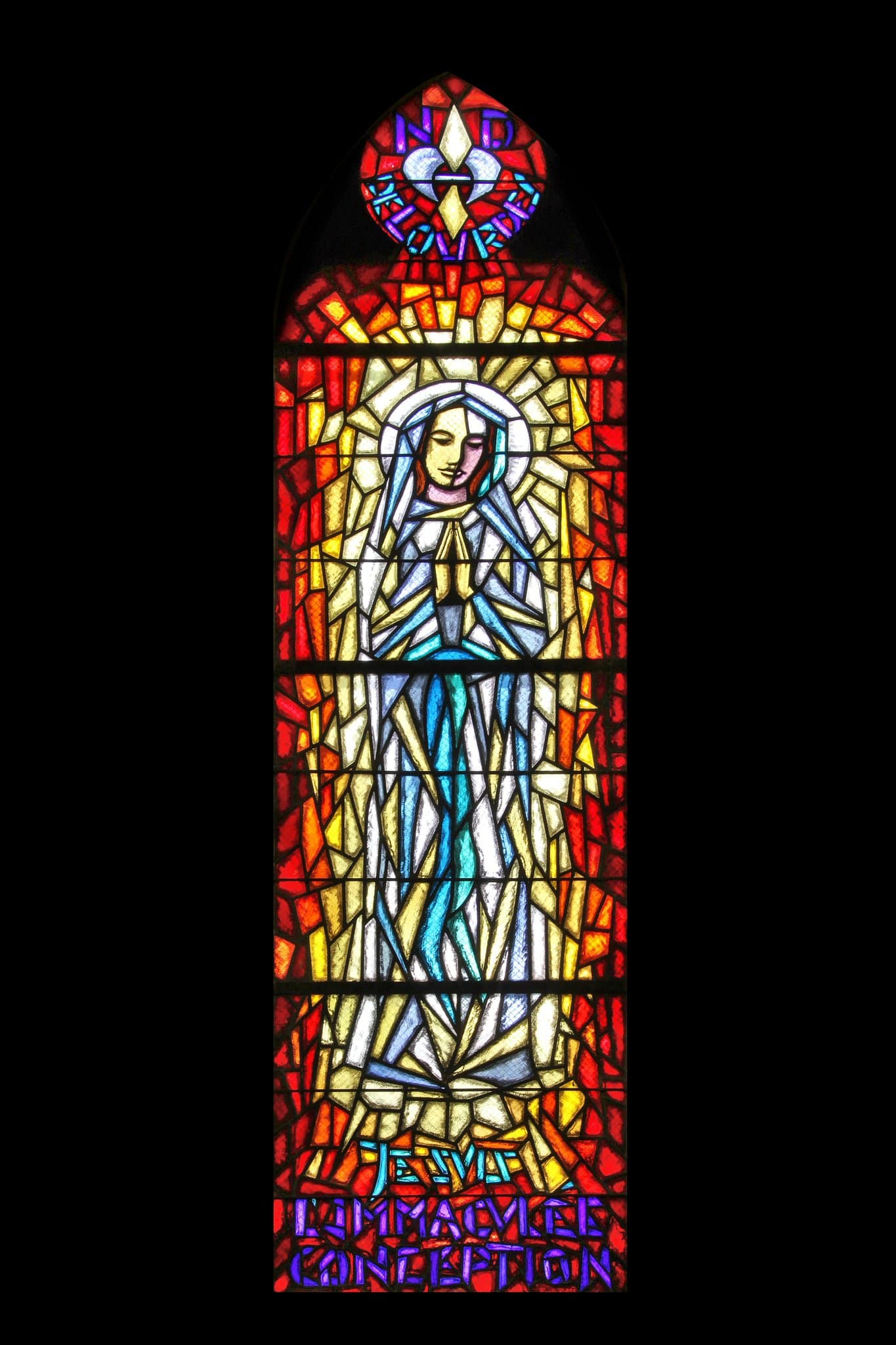
Notre-Dame de Lourdes de François Rais.
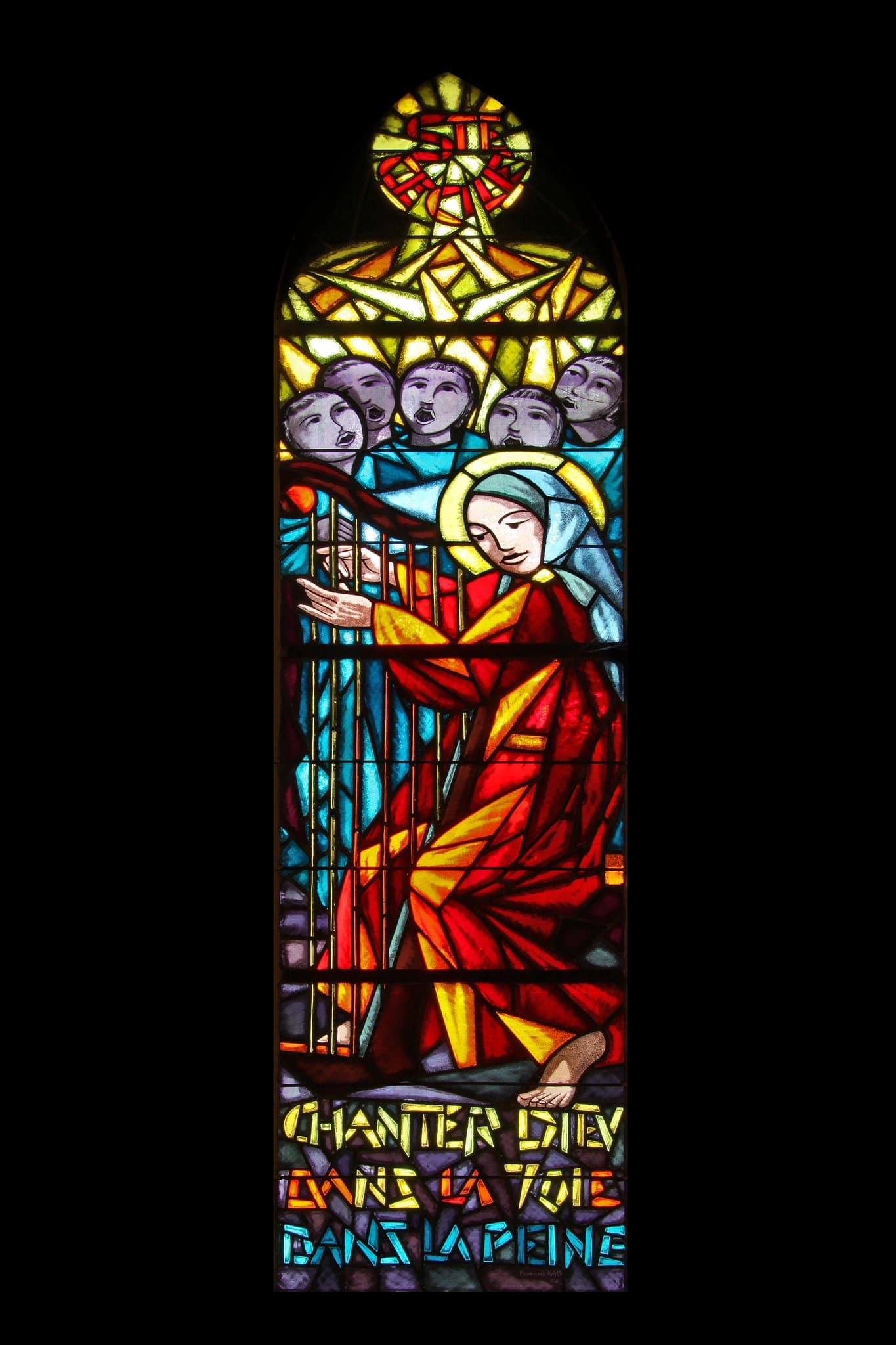
Sainte Cécile de François Rais.

### Décors

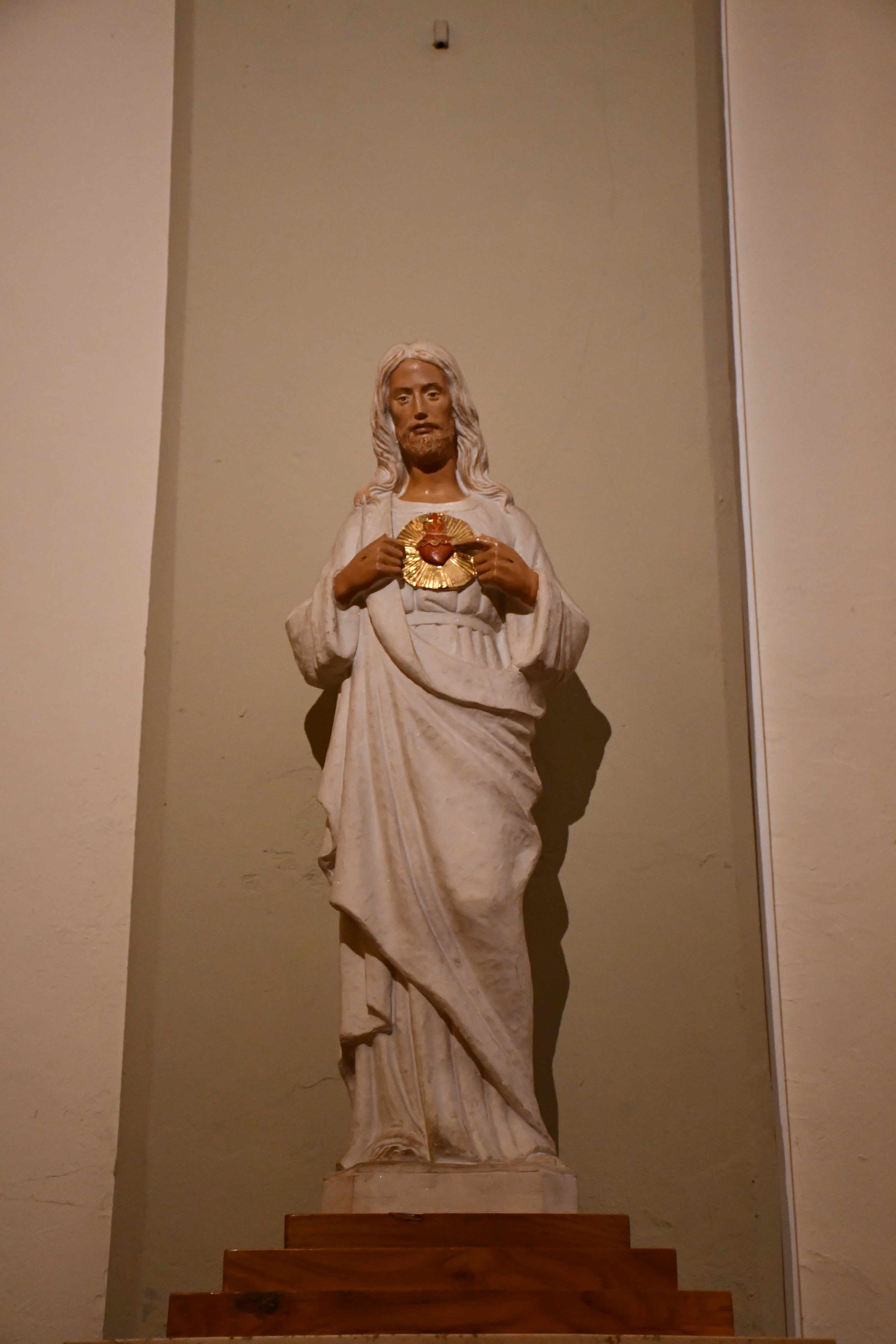
Le Sacré-Cœur sur l'autel de gauche.
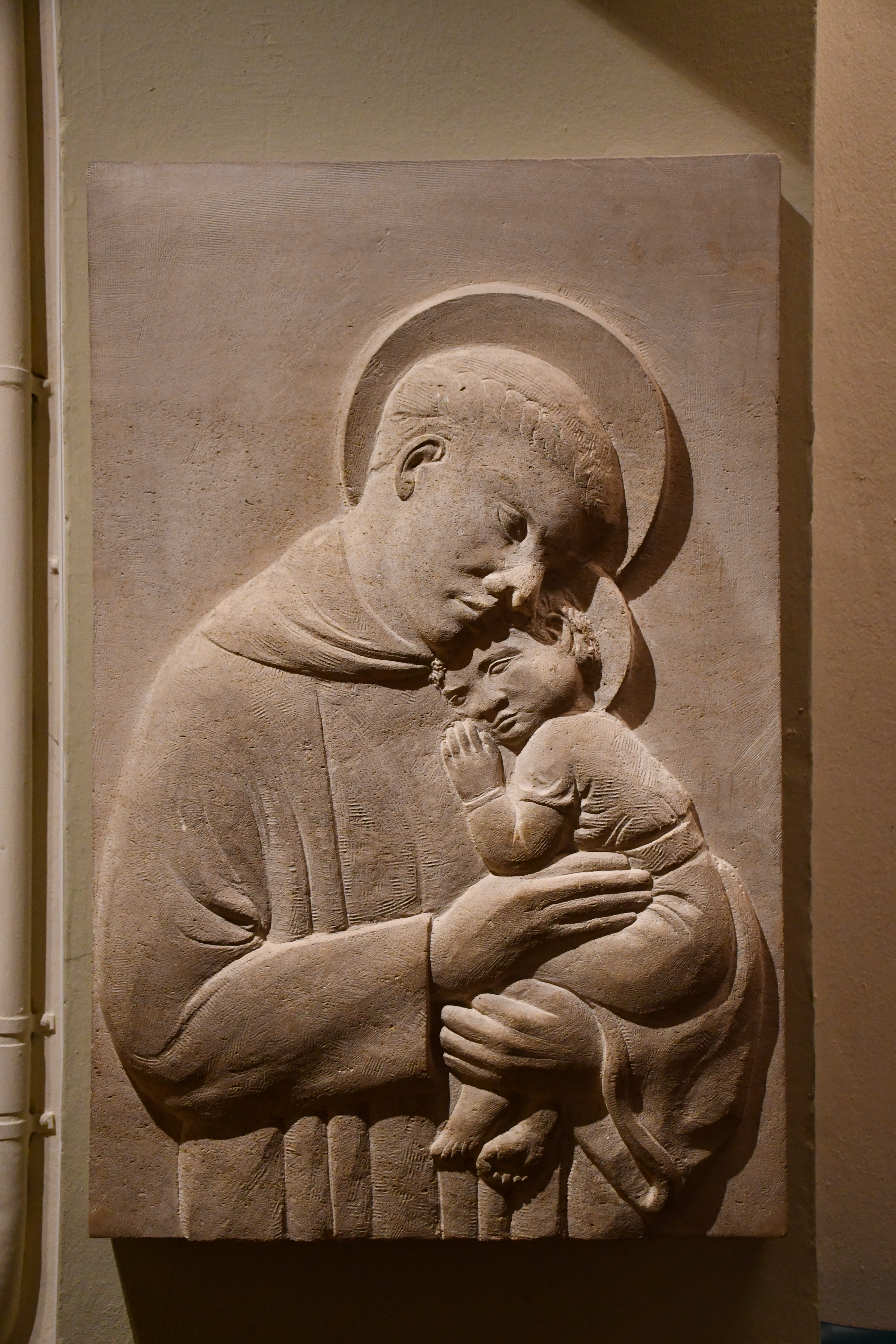
Bas-Relief de Saint Antoine de Padoue par Mme Jean Moser.
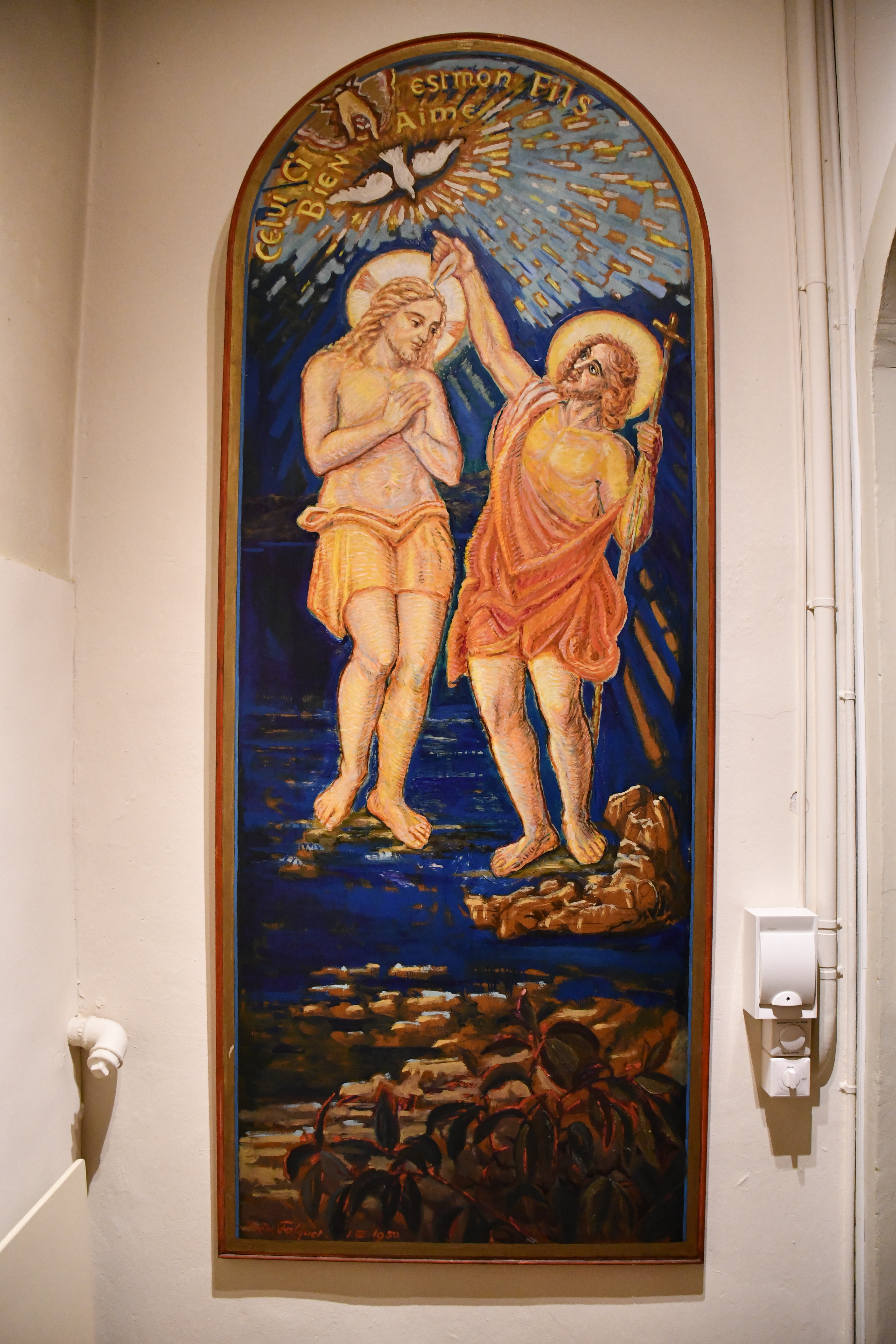
Le baptême de Jésus par Jérèm Falquet.
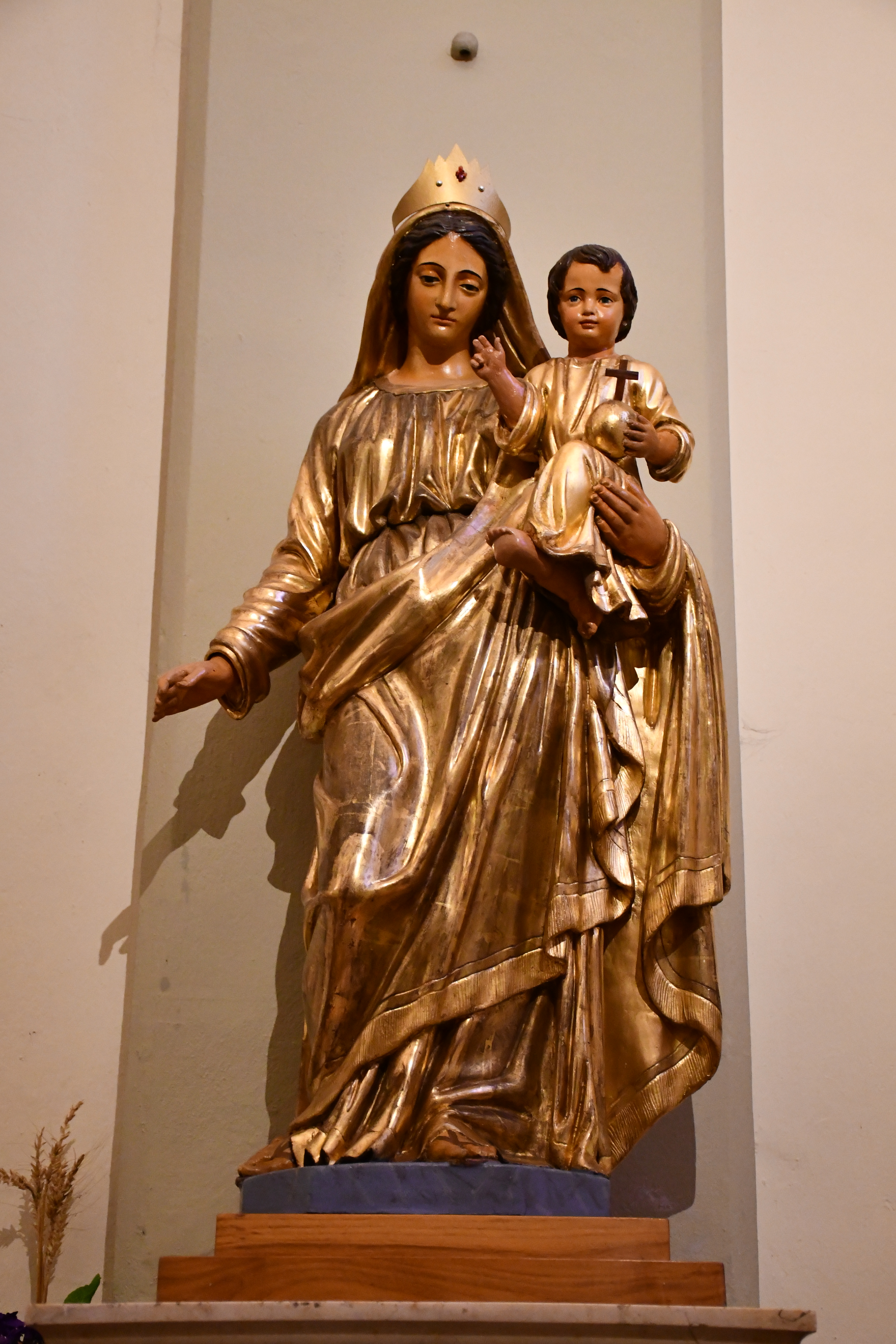
La Vierge à l'enfant sur l'autel de droite.
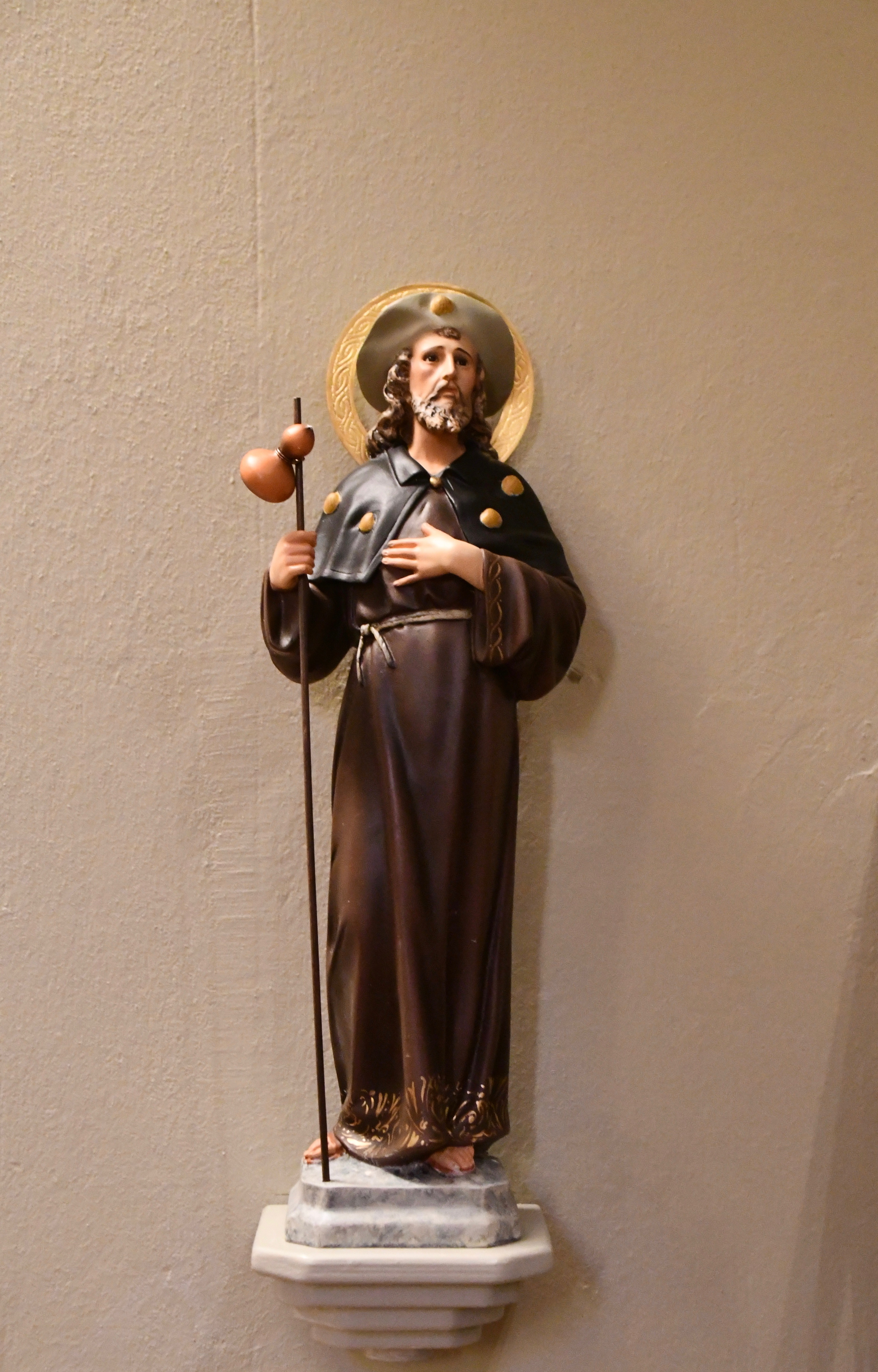
Statue de Jacques de Zébédée.

### Cloches

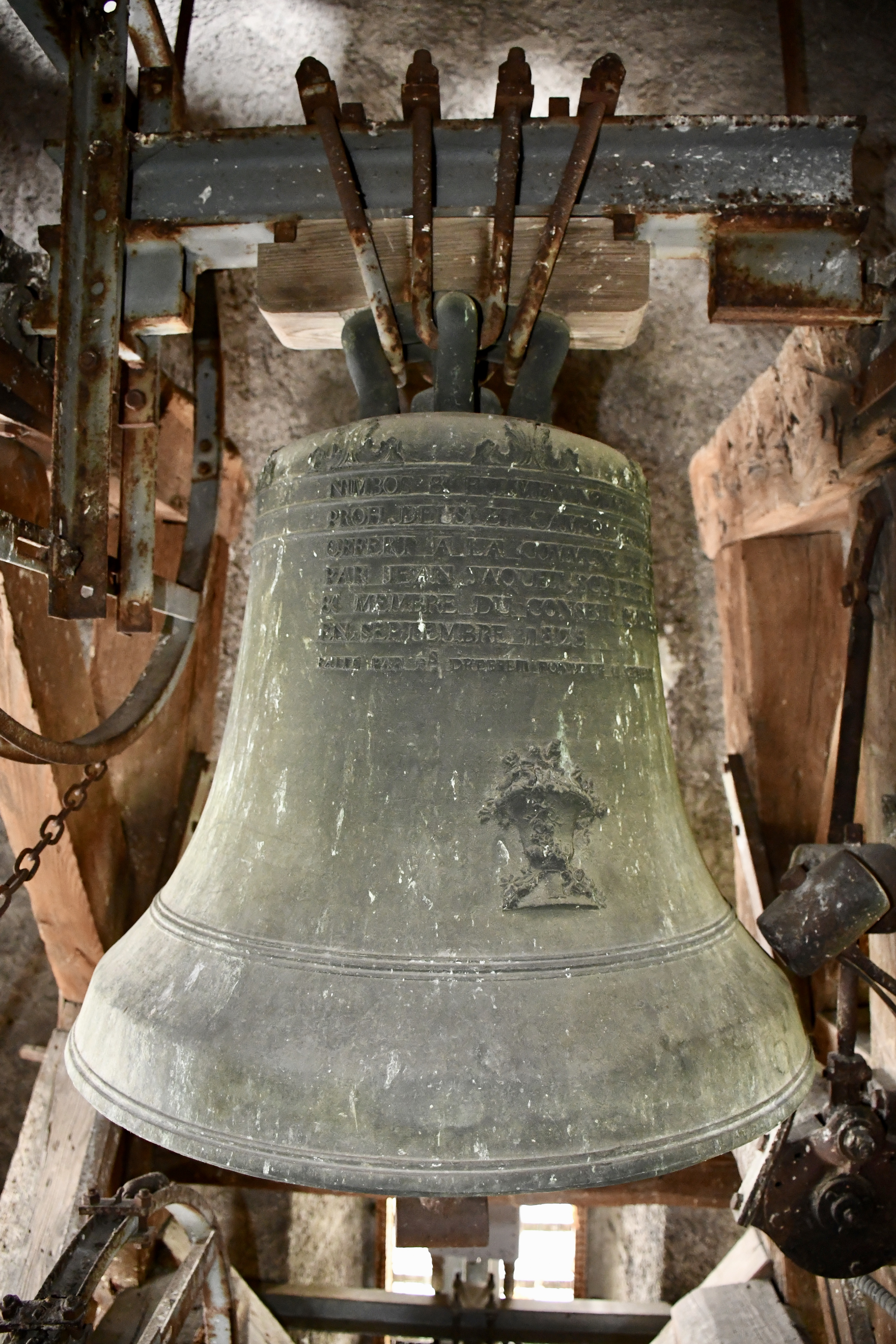
La cloche Jean.
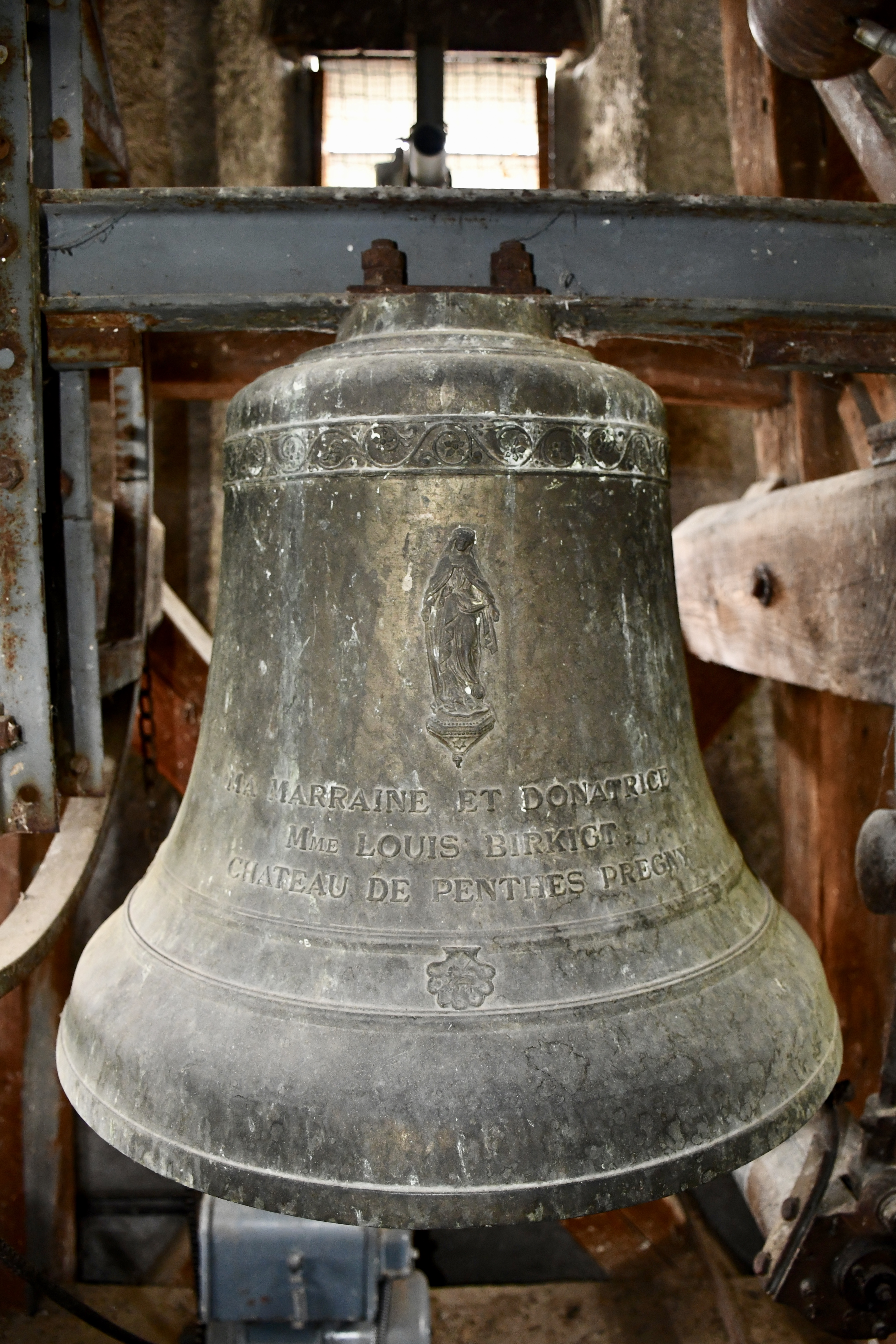
La cloche Germaine.

### Anciennes photos

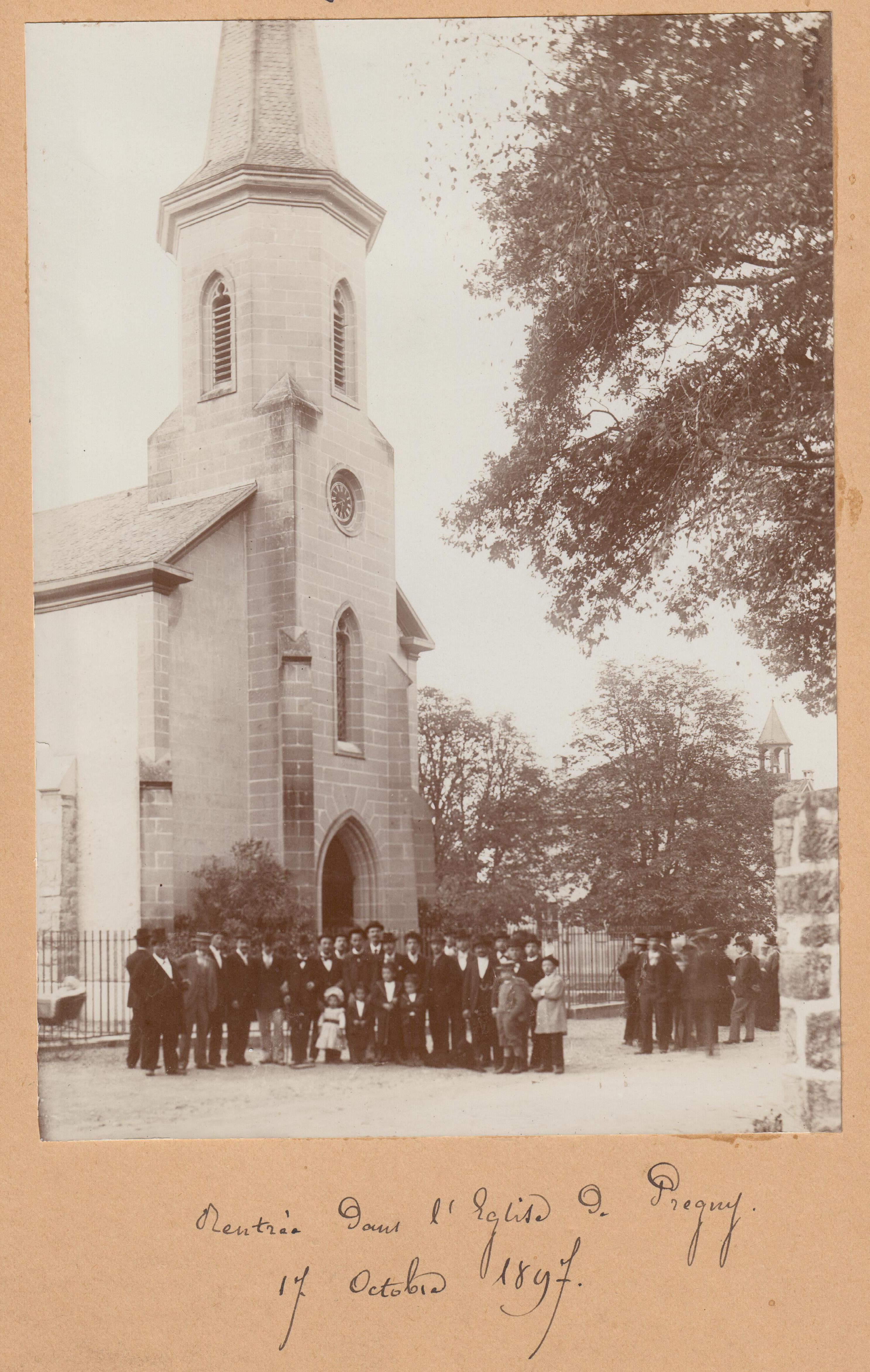
Rentrée dans l'église le 17 octobre 1897 (rétablissement du culte catholique romain).
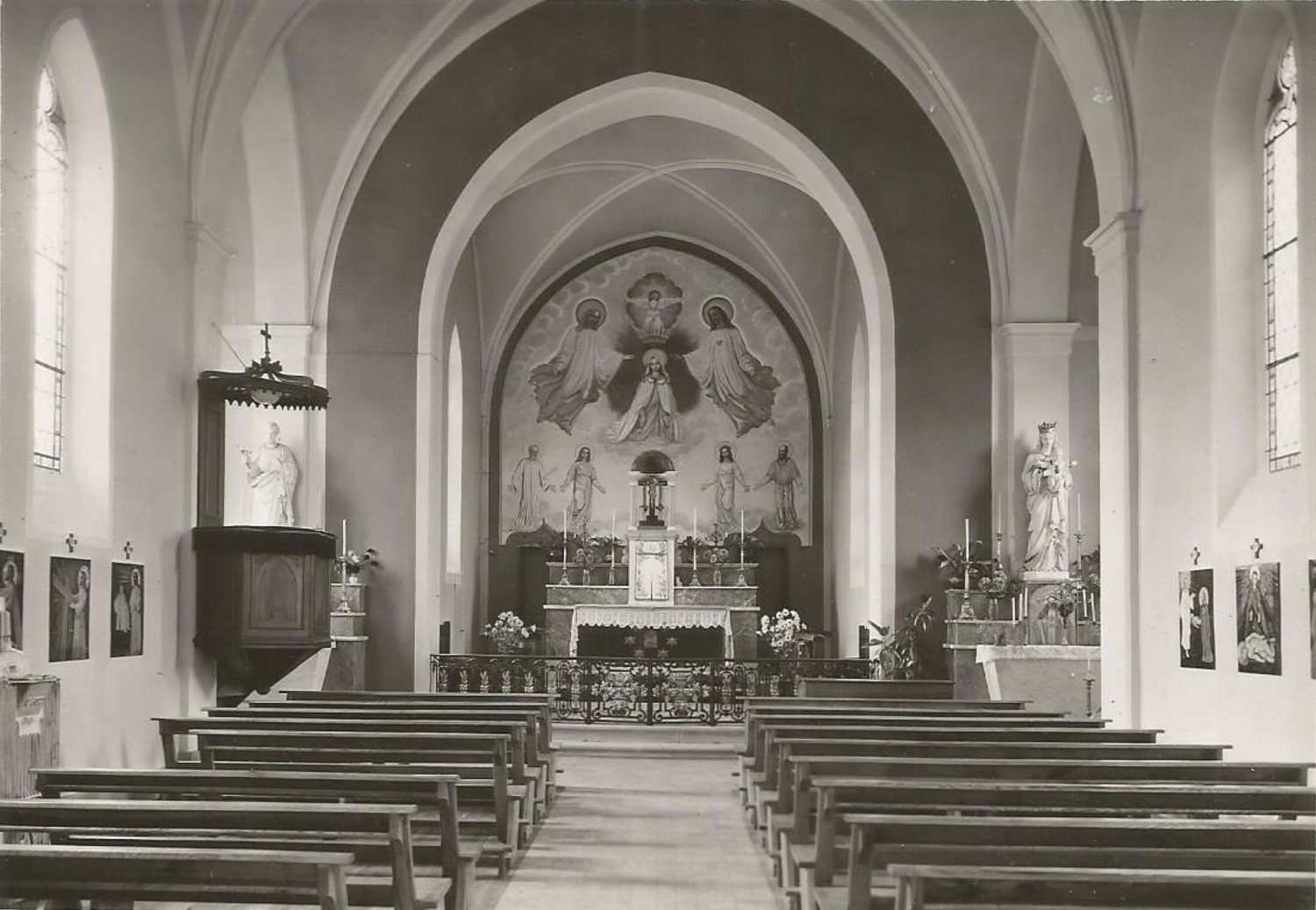
L'intérieur avant le deuxième concile œcuménique du Vatican (Photographié entre 1945 en 1963).
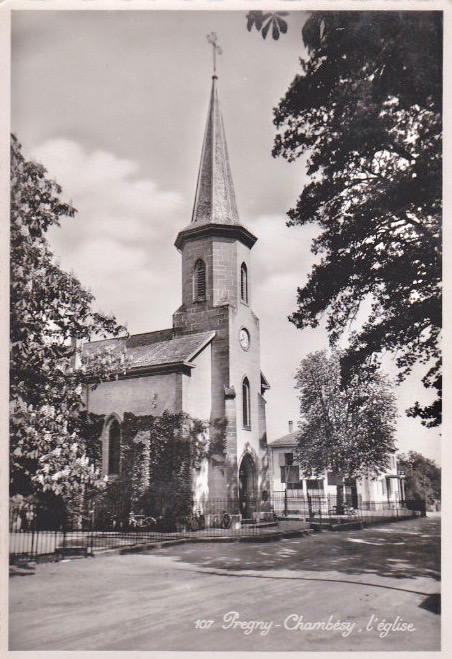
Carte postale de l'église au XXe siècle.
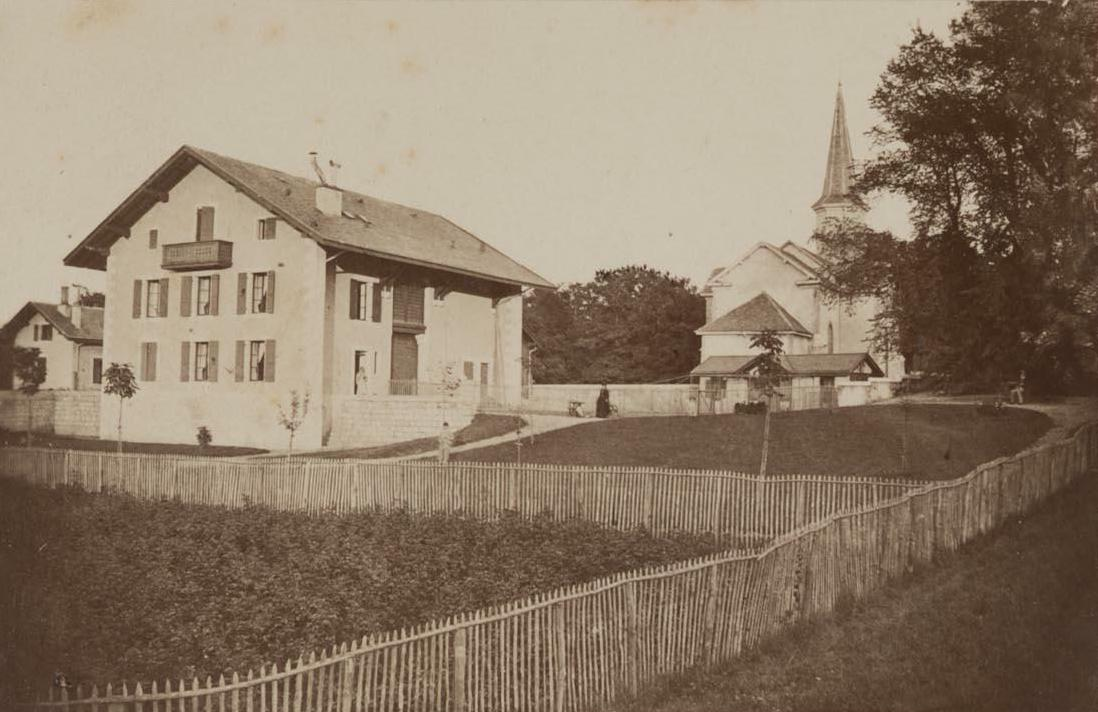
La ferme et l'église au XXe siècle.
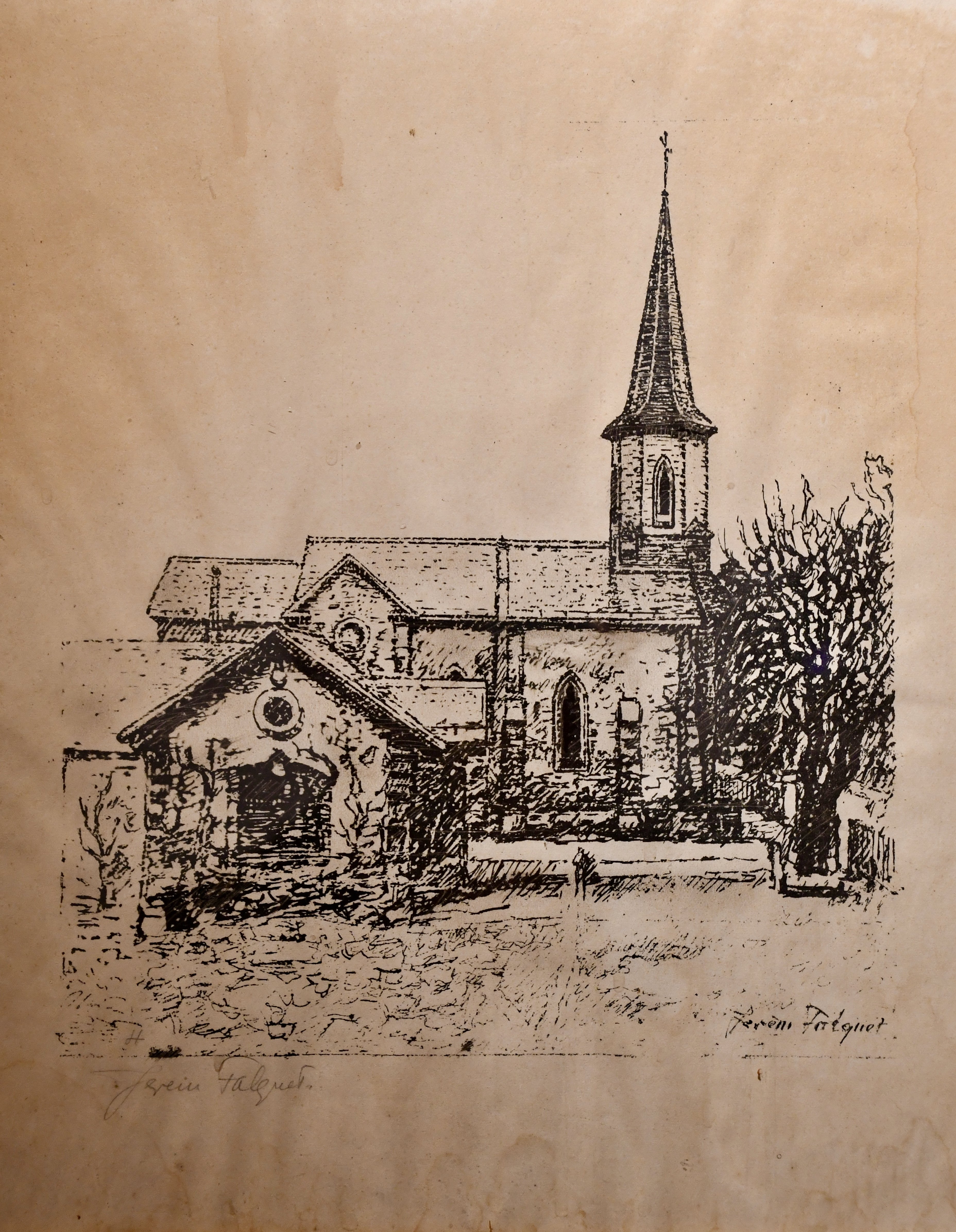
Dessin de l'église, et de l'école enfantine, par Jérèm Falquet.
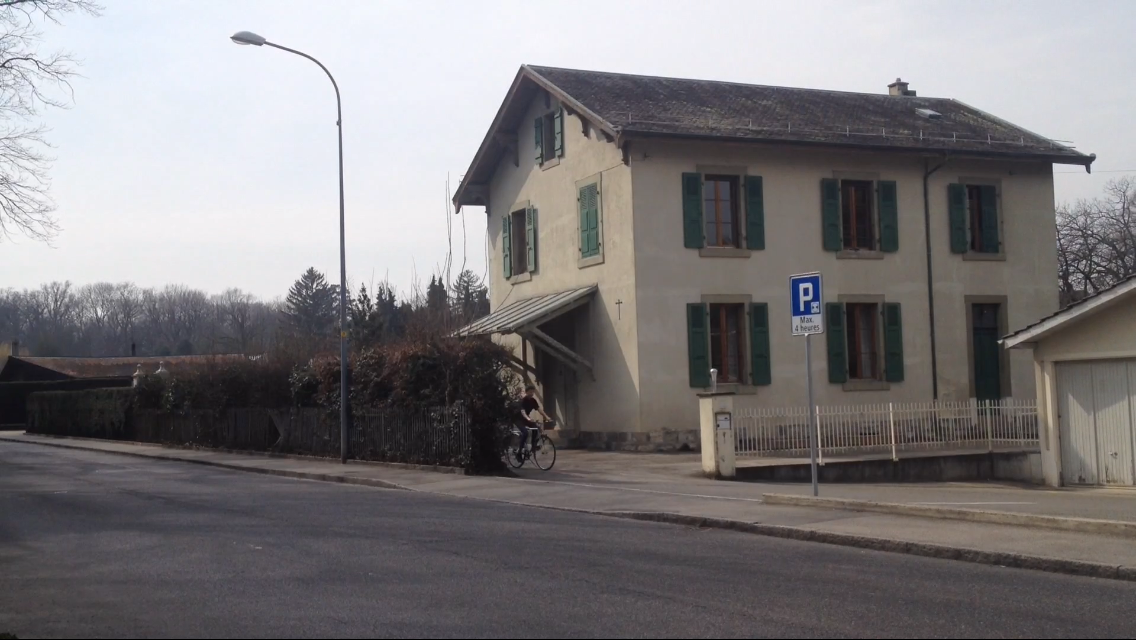
La cure en 2016.

## Unité pastorale Jura
Cette section ne s'appuie pas, ou pas assez, sur des sources secondaires ou tertiaires indépendantes du sujet. Le texte peut contenir des analyses inexactes ou inédites de sources primaires.
Pour l'améliorer, ajoutez-en, ou placez des modèles {{Source secondaire souhaitée}} ou {{Source secondaire nécessaire}} sur les passages mal sourcés. (décembre 2021)
L'Unité Pastorale Jura (UPJ), anciennement appelée CUP, est une entité catholique créée en 2001. Elle regroupe les trois paroisses de Collex-Bossy (avec l'église Saint-Clément), Pregny-Chambésy (avec l'église Sainte-Pétronille), et Genthod-Bellevue-Versoix (avec l'église Sainte-Rita, l'église Saint-Loup et la chapelle de l'ancien orphelinat d'Écogia, Notre-Dame des Sept Douleurs).
Son siège ainsi que l'église principale se trouvent à Versoix.
L'UPJ compte 7 700 catholiques affiliés. Elle dispose d'un curé modérateur, qui se déplace dans les cinq communes pour célébrer les messes et autres cérémonies.
La paroisse catholique de Pregny-Chambésy (Sainte-Pétronille) est responsable de l'église Sainte-Pétronille et regroupe les catholiques romains de la commune de Pregny-Chambésy. Elle organise deux assemblées générales par an. Son président actuel est Cédric Biedermann.

## Prêtres
Voici la liste des prêtres catholiques successifs de la commune de Pregny-Chambésy et de l'église Sainte-Pétronille, depuis 1514 :
| Période                                    | Période     | Nom                                                   | Fonction                        | Source |
| ------------------------------------------ | ----------- | ----------------------------------------------------- | ------------------------------- | ------ |
| 1514                                       | 1518        | Guillaume de Vêge                                     | curé                            | [ 43 ] |
| Les données manquantes sont à compléter... |             |                                                       |                                 |        |
| ~1754                                      | ~1754       | Burdet                                                | curé                            | [ 44 ] |
| Les données manquantes sont à compléter... |             |                                                       |                                 |        |
| 1682                                       | 1687        | Jean-Claude Danière (ou Daniel, ou d'Anière) (?-1707) | curé                            | ,      |
| 1687                                       | 1690        | Louis Frémin (1655-1726)                              | curé                            | [ 47 ] |
| 1690                                       | 1700        | Claude E. Donat (?-1718)                              | prêtre et curé                  | ,      |
| 1700                                       | 1715        | Louis Perret (?-1751)                                 | curé                            | [ 50 ] |
| 1715                                       | 1724        | Pierre Hugonnin (?-1727)                              | prêtre                          | [ 50 ] |
| 1724                                       | 1762        | Antoine Burdet (?-1762)                               | curé                            | [ 44 ] |
| 1762                                       | 1777        | Jean-Louis Fournier (?-1787)                          | curé                            | [ 45 ] |
| 1777                                       | 1792        | Romain Vulliet                                        | curé et fondateur de la commune | [ 11 ] |
| 1792                                       | ?           | Claude-François Colombe                               | curé                            | [ 51 ] |
| Les données manquantes sont à compléter... |             |                                                       |                                 |        |
| ~ 1816                                     | ~ 1816      | M. Baud                                               | prêtre                          | [ 52 ] |
| Les données manquantes sont à compléter... |             |                                                       |                                 |        |
| 1905                                       | 1937        | Joseph Rivollet (1870-1937)                           | curé et archiprêtre             | ,      |
| 1937                                       | 1968        | Marcel Falquet (1895-1971)                            | recteur et abbé                 | ,      |
| 1968                                       | 1969        | Jean Comoli (1905-1993)                               | abbé                            | [ 24 ] |
| 1969                                       | 1971        | André Colliard (1930-2021)                            | abbé                            | [ 24 ] |
| 1971                                       | 1986        | Raymond Roch (1926-2015)                              | père et père blanc              | [ 24 ] |
| 1986                                       | 1995        | Henri Mauron (1939-2022)                              | abbé                            | [ 54 ] |
| 1995                                       | 2002        | Edmond Kübler (1927-2022)                             | abbé                            | [ 55 ] |
| 2002                                       | 2016        | Vincent Roos (1965-)                                  | abbé et curé modérateur         | [ 55 ] |
| 2016                                       | 2017        | Olivier Jelen                                         | abbé et curé modérateur         | [ 56 ] |
| 2017                                       | 2020        | Alain Chardonnens (~1980-)                            | chanoine et curé modérateur     | [ 57 ] |
| Depuis 2020                                | Depuis 2020 | Joseph Nguyen Van Hoi                                 | abbé et curé modérateur         |        |

(NB : Certaines dates exactes ne sont pas connues et sont donc suivies du signe "~". La date qui suit ce signe indique les années pendant lesquelles les personnes ont été mentionnées.)

## Personnalités
- Romain Vulliet, curé, fondateur de la commune de Pregny-Chambésy et premier instituteur de la commune, fut destitué en raison de ses idées jugées non-révolutionnaires[11].
- Jean Jaquet (1754-1839), sculpteur et décorateur genevois, est baptisé dans l'ancienne église le 14 novembre 1754. Il est également le donateur de l'une des cloches[58].
- Jean-Marie Gignoux (1815-1876), architecte et ingénieur cantonal, est inspecteur du Département des travaux publics de la République et canton de Genève. Il dirige la construction de la basilique Notre-Dame à Cornavin (1852-1859), suivant les plans d'Alexandre Grigny. Il bâtit l'église Sainte-Pétronille de Pregny-Chambésy (1862-1863) et construit la partie initiale de l'hôtel de la Paix (1863-1864)[59].
- Jérémie « Jérèm » Falquet (1885-1956), peintre également auteur de mosaïques, sculptures et vitraux, s'inspire principalement de thèmes religieux, tout comme ses peintures. Il est responsable de la décoration de plus de cinquante églises et chapelles en Suisse romande et en Savoie. Il fut également professeur d'art, de 1920 à 1927, au collège catholique de Florimont. Il était l'ami et l'homonyme de l'abbé Marcel Falquet[60].
- Léopold III (1901-1983), Lilian Baels (1916-2002), Joséphine-Charlotte de Belgique (1927-2005), Baudouin de Belgique (1930-1993), Albert II (1934-) et Alexandre de Belgique (1942-2009) assistaient régulièrement à la messe. Entre 1945 et 1948, durant la Question royale, la famille royale belge s'était exilée au château du Reposoir[61].
- Kurt Waldheim (1918-2007), diplomate et homme d'État autrichien, fut secrétaire général des Nations unies de 1972 à 1981 et président fédéral de la République d'Autriche de 1986 à 1992. Il venait fréquemment assister à la messe, accompagné de ses deux gardes du corps, l'un à l'intérieur de l'église et l'autre à l'extérieur.
- Raymond Roch (1926-2015), diplomate aux Nations Unies à Genève, fut aumônier des fonctionnaires internationaux catholiques et Père Blanc au Malawi[24].